# Jardin des serres d'Auteuil
Le jardin des serres d'Auteuil est un jardin botanique ouvert au public, situé à la lisière du bois de Boulogne à Paris (France). C'est l'un des quatre pôles du Jardin botanique de la ville de Paris. Réaménagé à la fin du XIXe siècle sous la conduite de Jean Camille Formigé, il est agrémenté de grandes serres en fonte peintes en bleu turquoise, édifiées par l'architecte français en 1898, d'une fontaine de Jules Dalou et de mascarons d'Auguste Rodin.
En 1998, le jardin et une partie des bâtiments qu'il contient sont inscrits au titre des monuments historiques.

## Accès

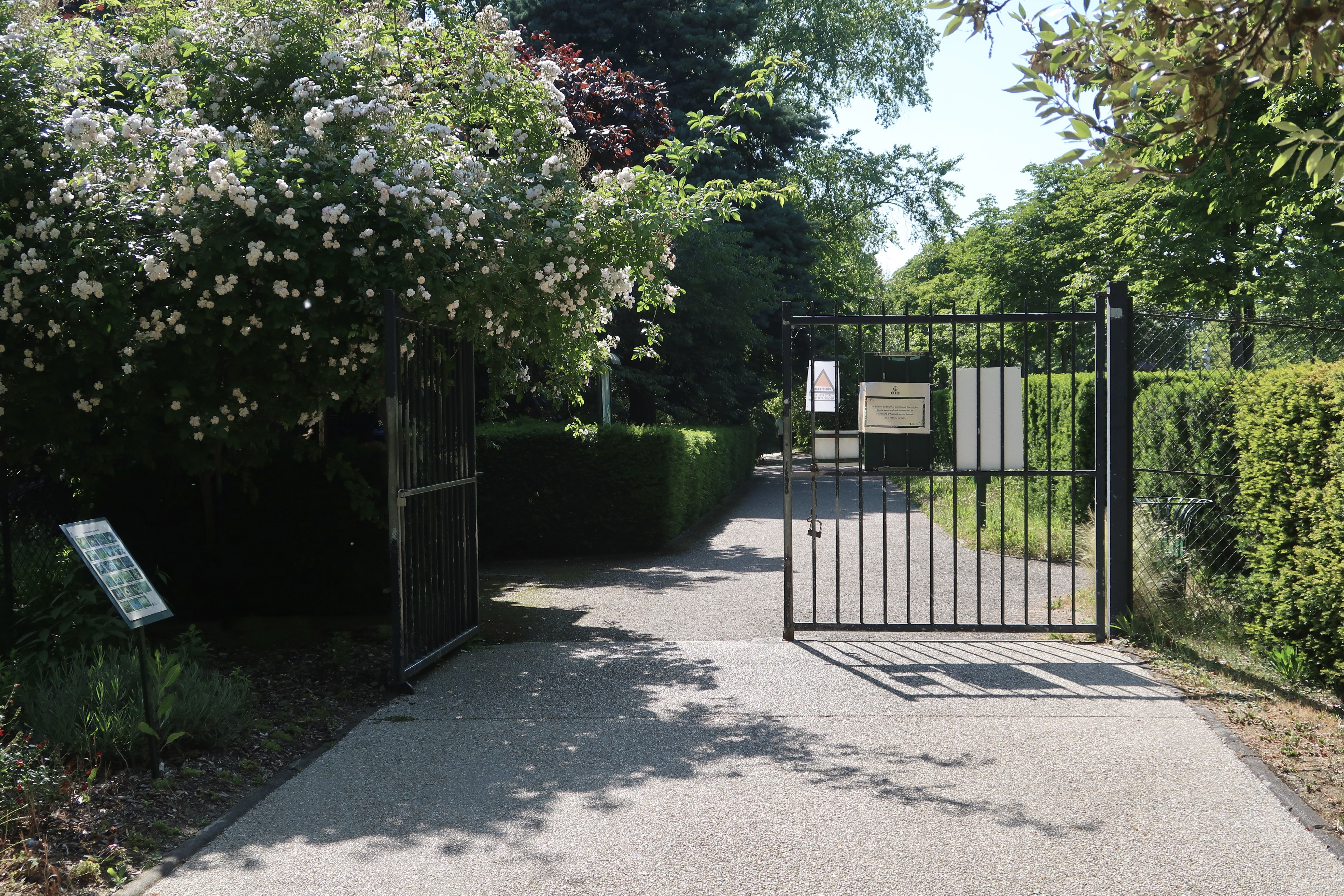
Accès entre le jardin des Poètes et le jardin des serres d'Auteuil.

La grille d'honneur se trouve au nord du jardin, avenue de la Porte-d'Auteuil. D'autres accès existent à l'est, par le jardin des Poètes, au sud par le boulevard d'Auteuil et à l'ouest par l'avenue Gordon-Bennett.
Le site est desservi par la ligne 10 aux stations de métro Porte d'Auteuil et Michel-Ange - Molitor.

## Historique

### Histoire du site et origine du jardin
En 1761, le roi Louis XV fait aménager au no 77 de la rue d'Auteuil un jardin botanique comprenant des serres, contigu à son château du Coq. Il s'étendait alors jusqu'à une partie de l'actuel boulevard Murat, de la porte d'Auteuil et sur une parcelle du bois de Boulogne de nos jours occupée par le jardin des serres d'Auteuil. En 1778, le château et le jardin sont vendus par Louis XVI à Joly de Fleury. Le site est morcelé un siècle plus tard.

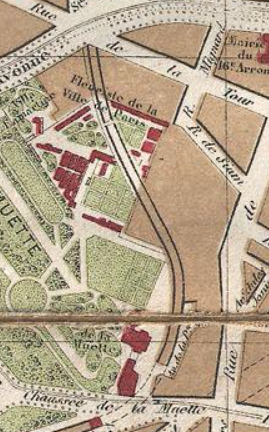
Le jardin fleuriste municipal à La Muette, sur une carte de 1894.

En 1855, plus au nord, dans le quartier de la Muette, le jardin fleuriste de la ville de Paris est créé par l'ingénieur Adolphe Alphand sur les terrains du clos Georges, pris sur le bois de Boulogne. Il accueille alors plus de 30 serres et produit chaque année trois millions de plants. Il est transféré à Auteuil en 1898. À la Muette, le site du jardin désaffecté est percé de voies nouvelles puis loti (rue Guy-de-Maupassant, rue Edmond-About, rue Octave-Feuillet, rue Eugène-Labiche, rue Édouard-Fournier et boulevard Jules-Sandeau),.

### Création du jardin des serres d'Auteuil

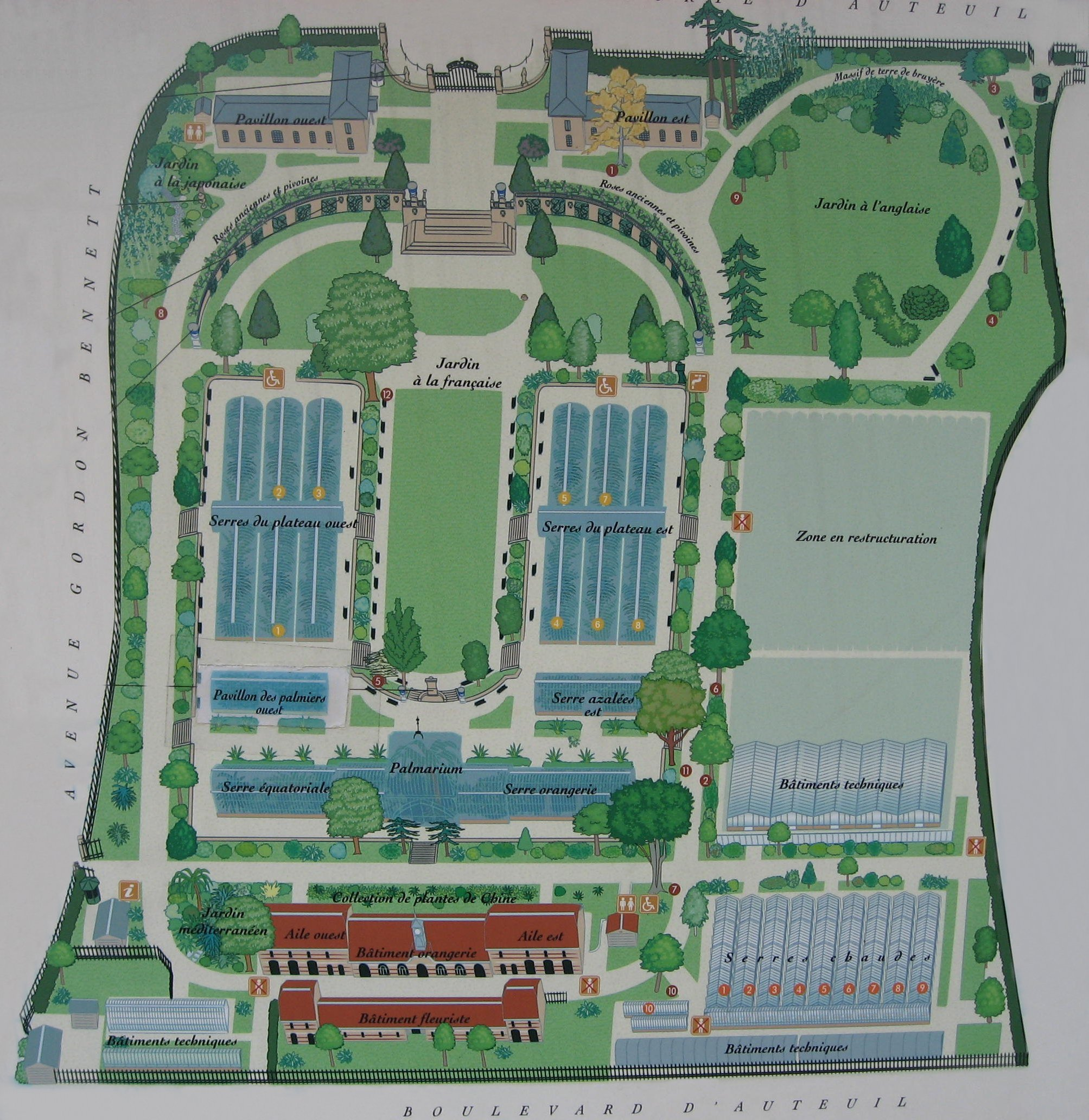
Plan du jardin des serres d'Auteuil en 2007, avant la construction d'un terrain de tennis à la place des serres chaudes et techniques.

À la fin du XIXe siècle, l'architecte en chef du service des Promenades et Plantations de la municipalité parisienne, Jean Camille Formigé, est en effet chargé par la ville de créer un nouveau lieu de production horticole où seront cultivés les plantes destinées aux espaces verts de la capitale. Les travaux durent de 1895 à 1898. En plus du soin apporté à l'architecture des serres du fleuriste municipal, le jardin est agrémenté d'une fontaine ornée d'un haut-relief en pierre sculpté par Jules Dalou, la Bacchanale, et le mur de soutènement des terrasses reçoit quatorze mascarons en fonte galvanisée de Rodin, fondus d'après les modèles commandés en 1878 par Gabriel Davioud pour la fontaine en cascade du palais du Trocadéro.

### Réaménagements et classements
En 1968, la construction de l'échangeur d'Auteuil et du boulevard périphérique supprime un tiers de la surface du jardin et entraîne le déménagement du Centre horticole de la Ville de Paris à Rungis et Fresnes.
Entre les années 1980 et 2001 sont construites des serres techniques, peintes en bleu dans l'esprit de celles de Formigé, ainsi qu'un ensemble de petites serres chaudes, plus performantes que celles du XIXe siècle et destinées à abriter les collections botaniques tropicales les plus délicates : orchidées, fougères, bégonias, broméliacées, etc. En 1999, le grand palmarium est entièrement rénové.
Le 1er septembre 1998, le jardin est inscrit au titre des monuments historiques.
En 2008, la Direction des parcs, jardins et espaces verts de la mairie de Paris est transférée dans le 13e arrondissement, à la Direction des espaces verts et de l'environnement (DEVE).
À partir de 2011, un projet d'extension du stade Roland-Garros en direction de la porte d'Auteuil fait du jardin un espace disputé, opposant la Fédération française de tennis et la mairie de Paris aux associations de défense de l'environnement et du patrimoine. 
En 2012, le festival de musique classique « Les Solistes aux serres d'Auteuil » est transféré au parc de Bagatelle en prévision de l'extension du stade,. 
Vers 2015 débutent les travaux de rénovation des bâtiments en meulière de l'orangerie et des serres historiques du plateau.
En 2016, jugées sans valeur architecturale, les petites serres chaudes et les serres techniques sont détruites pour faire place à un court de tennis semi-enterré de 5 000 places entouré de gradins et de serres contemporaines,,.
En juin 2021, le jardin des serres d'Auteuil obtient le label Jardin remarquable.

Serres techniques et serres chaudes détruites en 2016
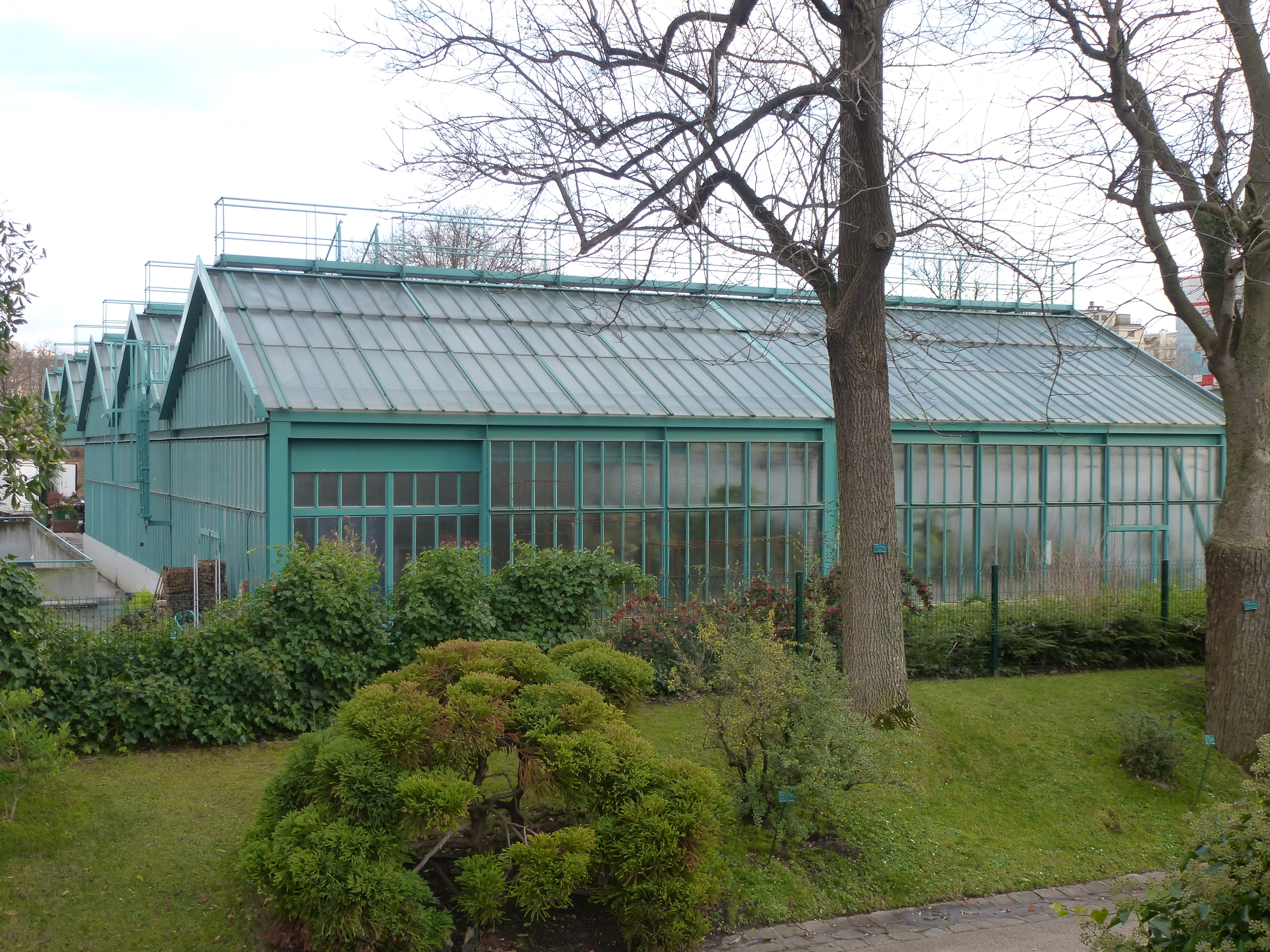
Les serres techniques en 2014.
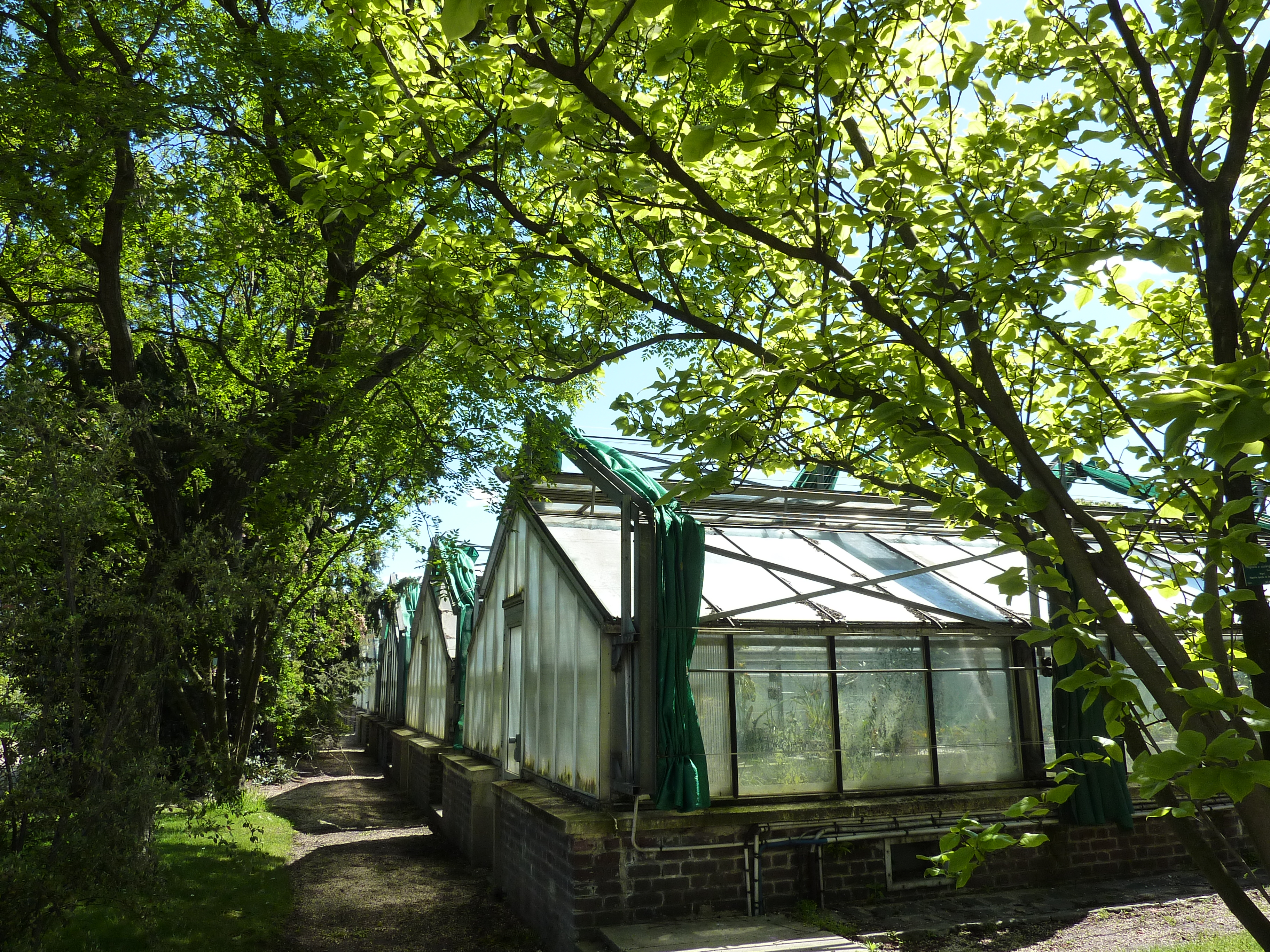
Les serres chaudes en enfilade en 2012.
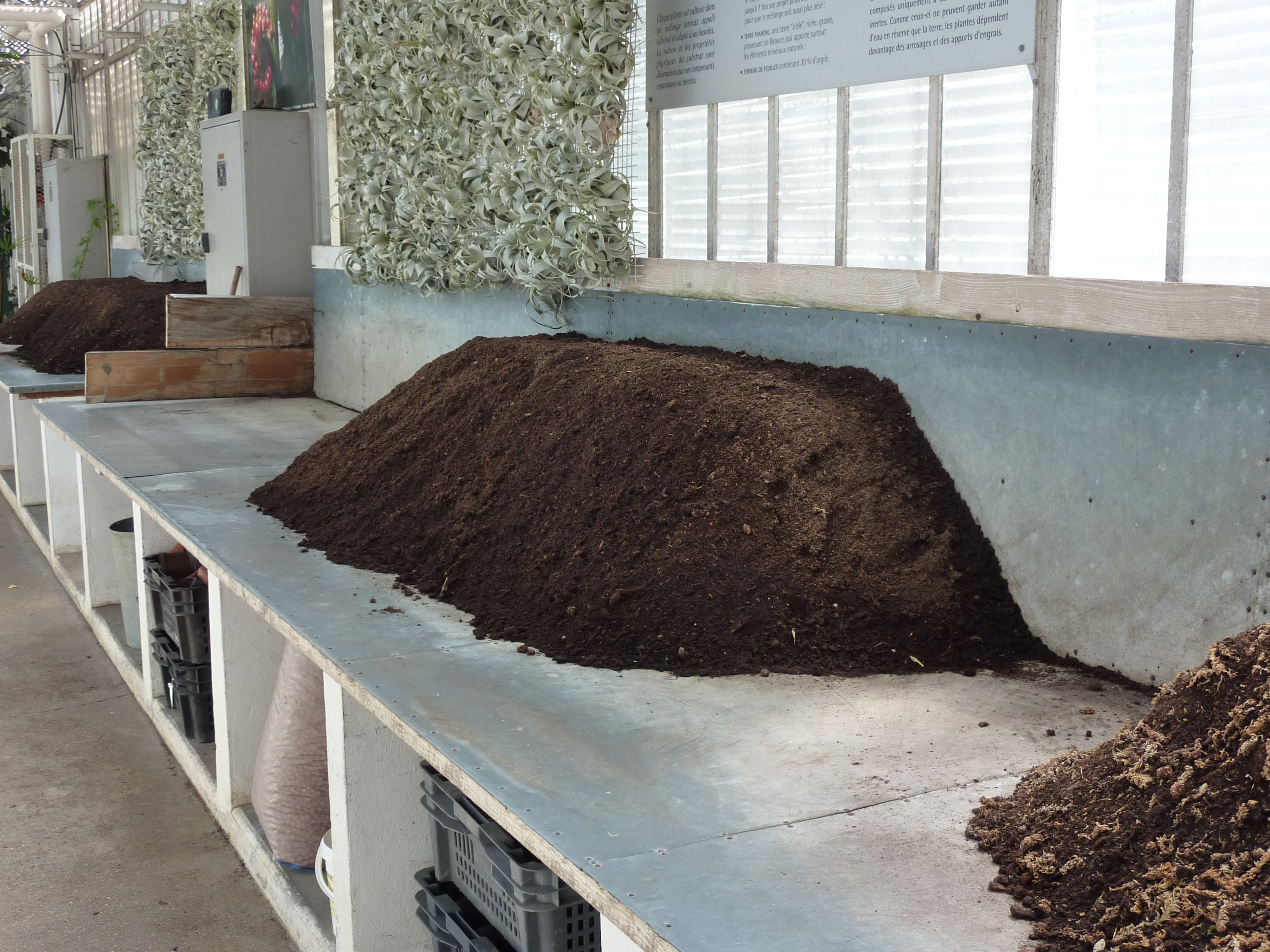
La galerie commune des serres chaudes en 2012.
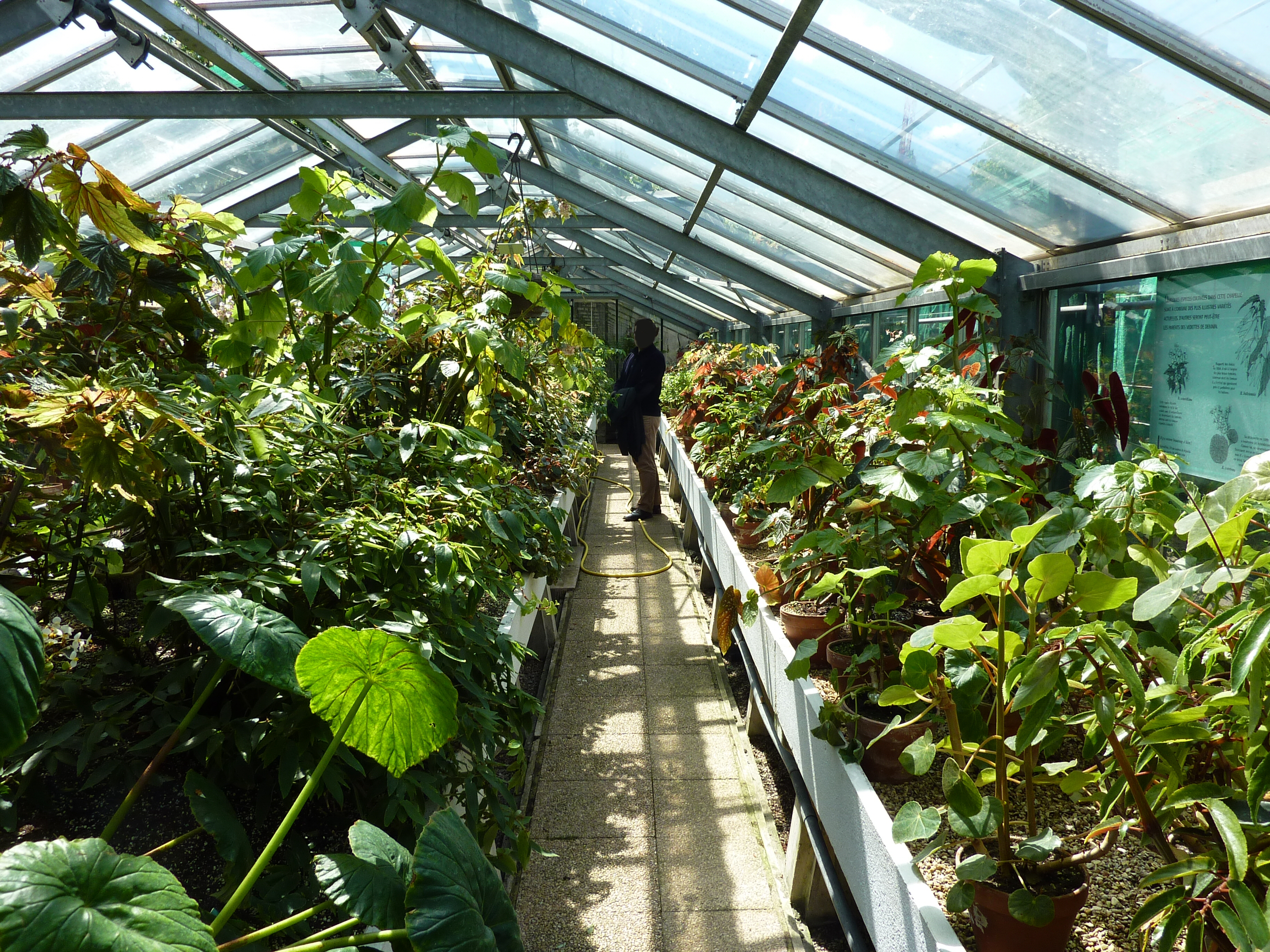
La serre chaude des bégonias en 2012.
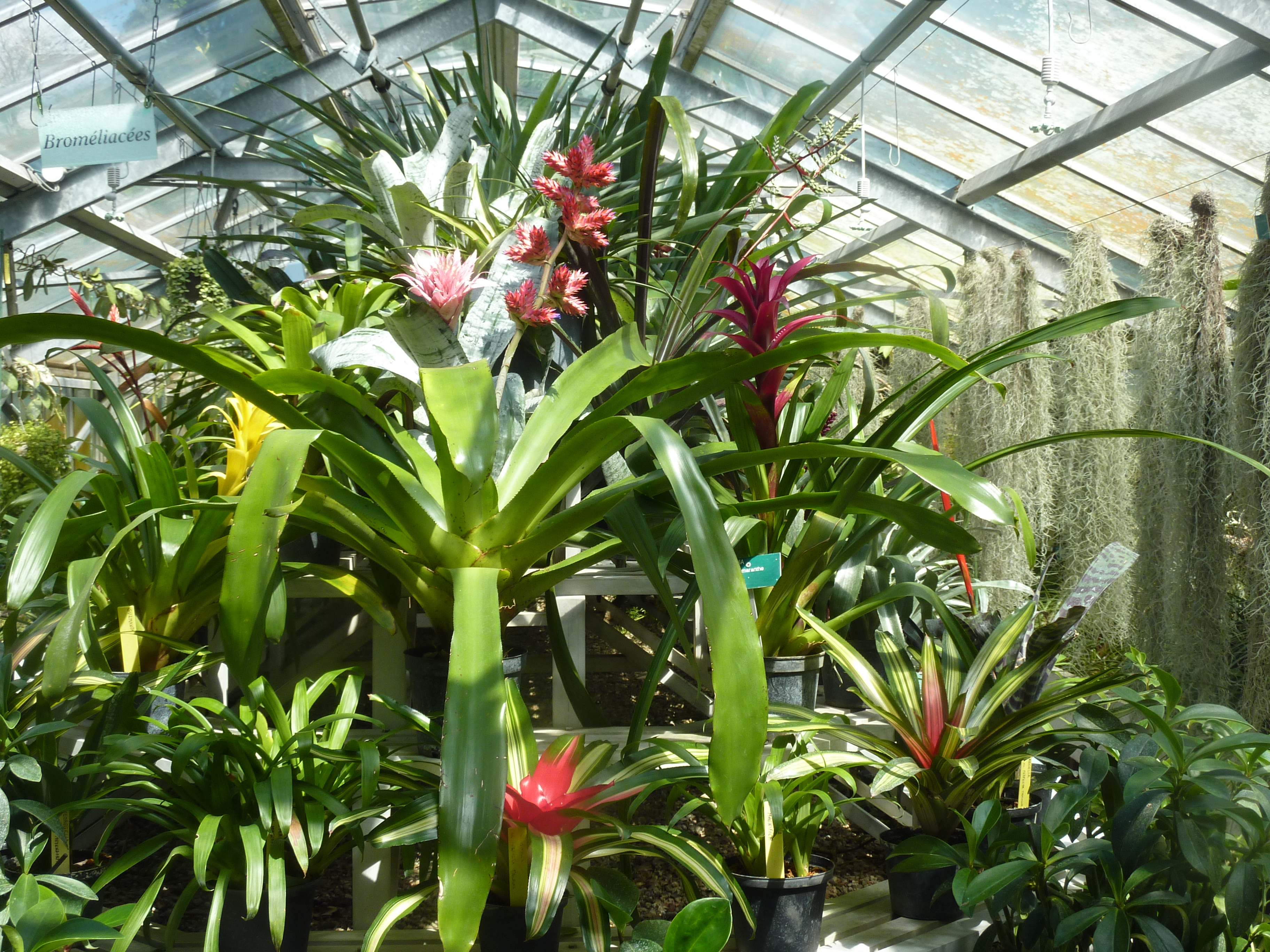
La serre chaude des broméliacées en 2012.
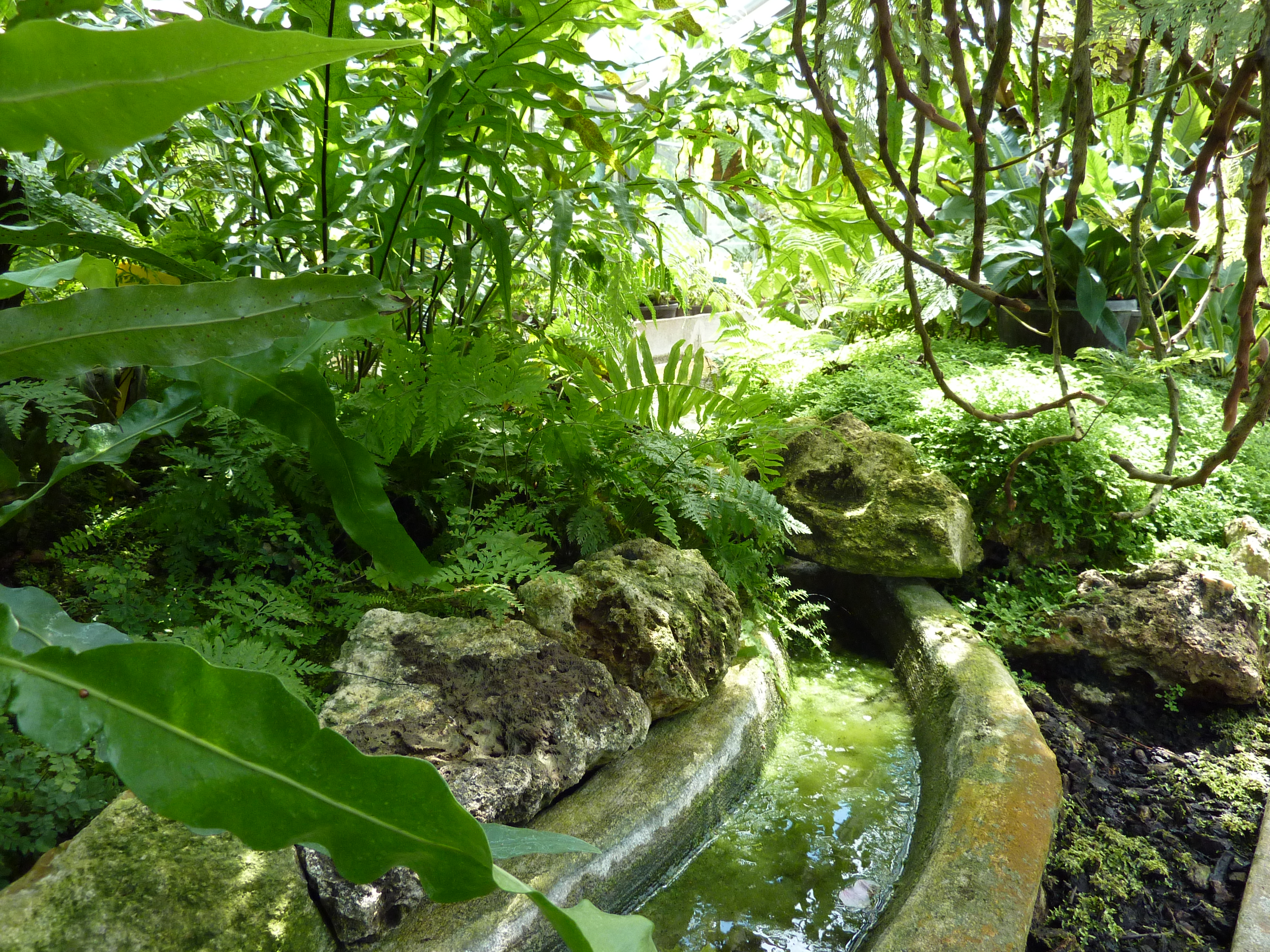
La serre chaude des fougères en 2012.
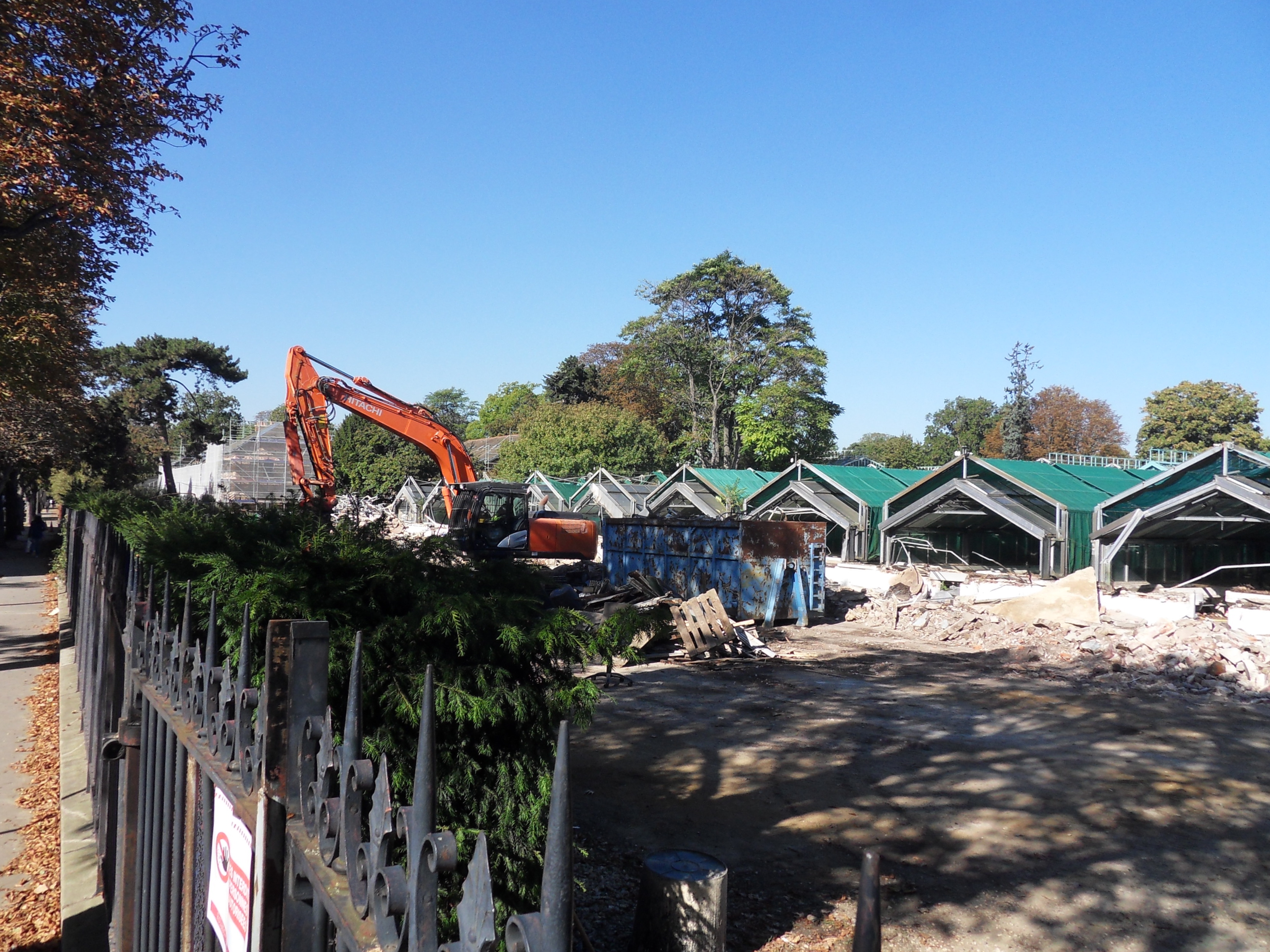
Chantier de démolition des serres chaudes, automne 2016.

## Architecture

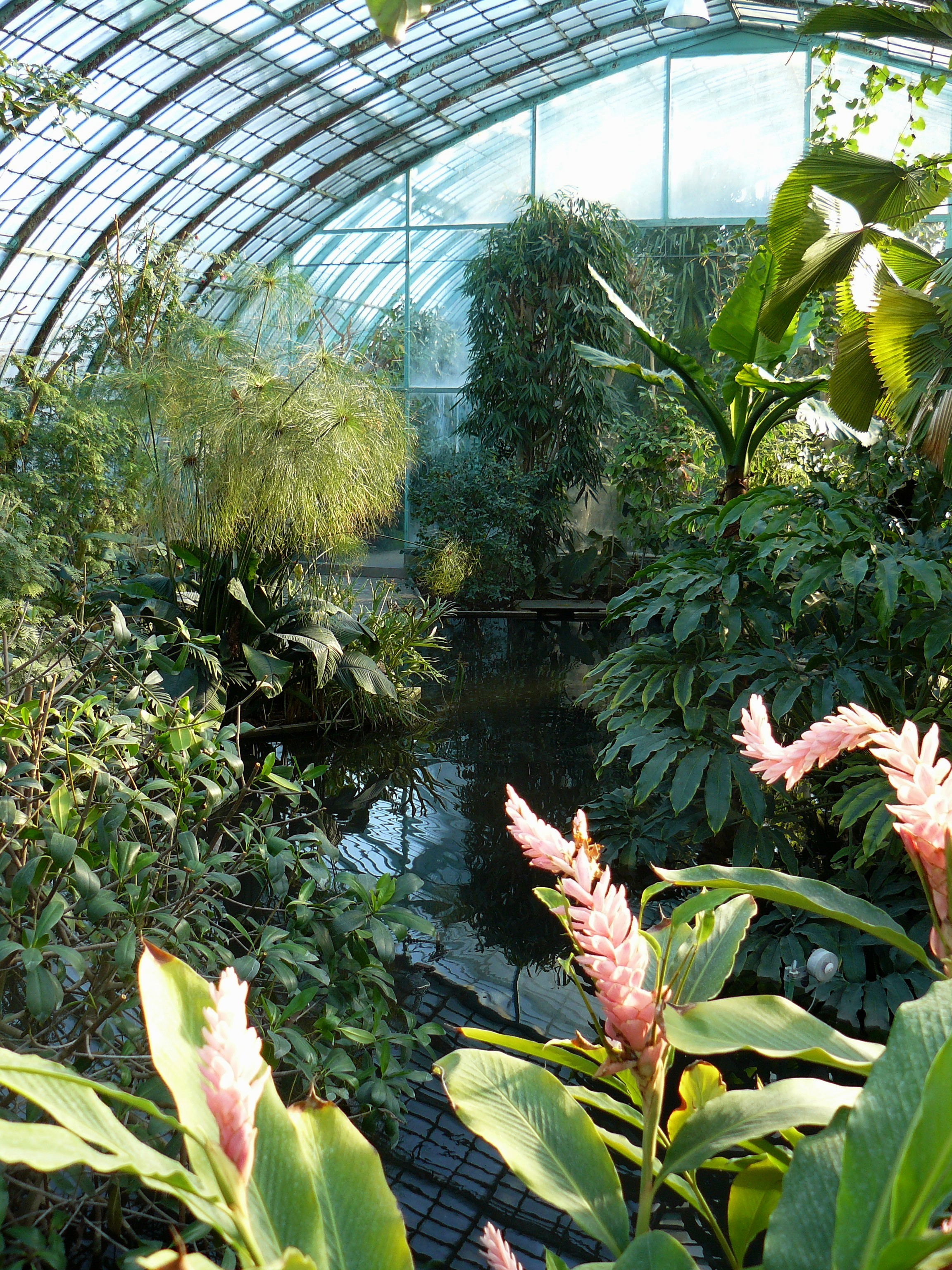
Intérieur d'une serre.

Le jardin est organisé autour d'un vaste parterre à la française. Les cinq serres principales (la grande serre, les serres est et ouest, la serre aux palmiers et celle aux azalées) donnent sur cet espace central. Elles ont été réalisées  par l'architecte français Jean Camille Formigé dans le style 1900 qu'on avait pu voir s'exprimer aux serres royales de Laeken ou au jardin d'hiver des Champs-Élysées.
Les armatures de fonte, peintes dans un bleu-vert typique de l'époque, dessinent d'harmonieux vaisseaux en ogive. La grande serre est un véritable morceau de bravoure technique, puisque sa nef est divisée en trois espaces climatiques différents : un jardin tropical, chaud et humide, une palmeraie, plus sèche et enfin une orangerie, un peu moins chaude. En retrait, coupée du parterre par la grande serre, se trouve une seconde orangerie, plus traditionnelle, en meulière et en briques, qui abrite les plantes en caisses qui décorent le jardin en été.

## Collections

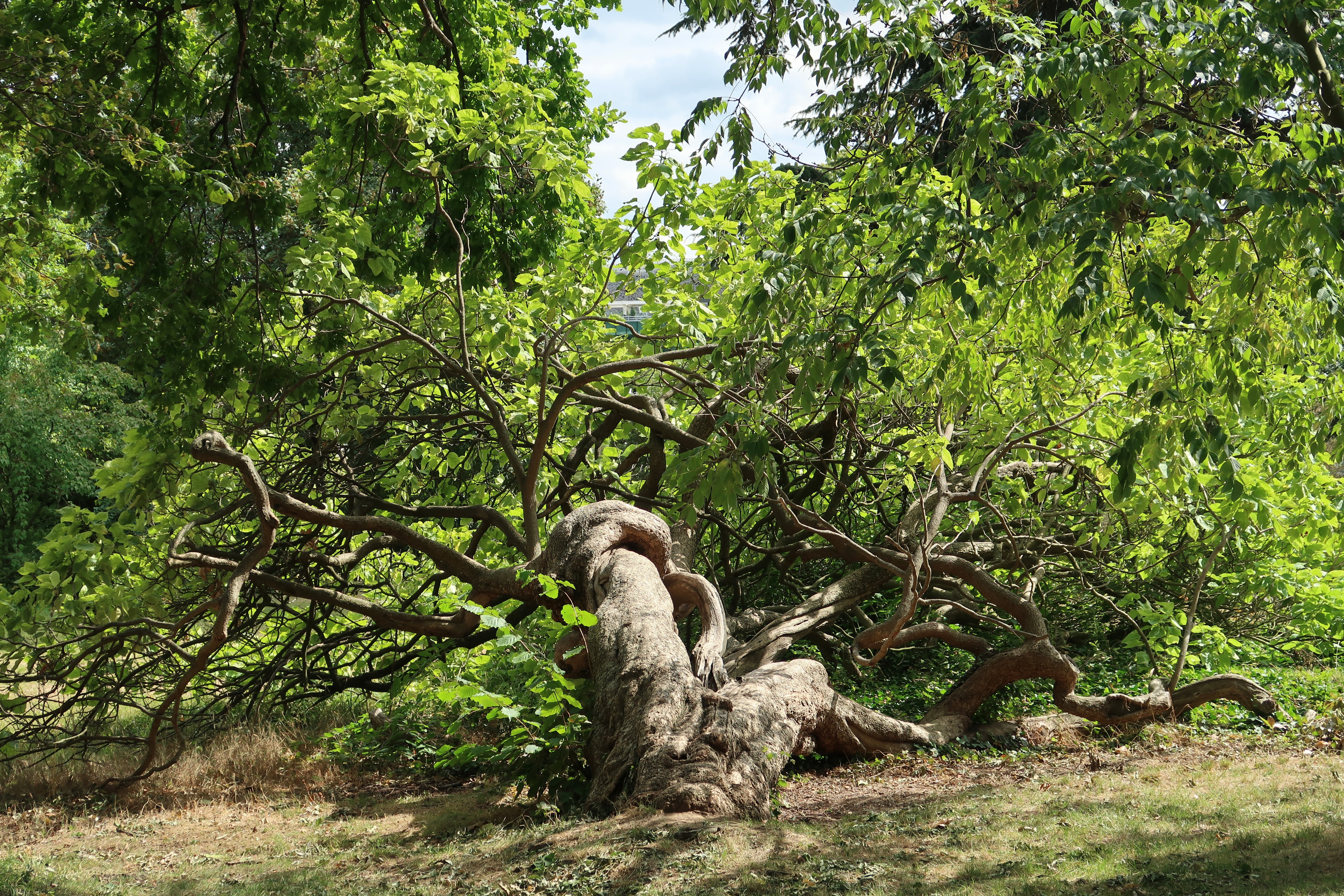
Arbre couché.

Le jardin des serres d'Auteuil abrite des collections de plantes rares et d'arbres remarquables. Il compte près de cinq mille espèces végétales, regroupées en collections thématiques (succulentes ; plantes du Sahel avec 55 taxons ou plantes originaires de Nouvelle-Calédonie avec 130 taxons dont une majorité de spécimens du genre Araucaria, etc.) ou systématiques (palmarium, collections de ficus dont 120 taxons, pépéromies dont 130 taxons, philodendrons dont 60 taxons, bégonias dont 580 taxons, fougères, Caladium dont 130 taxons, etc.). Les serres regroupent plus de cinq mille genres, espèces ou variétés de plantes différentes.
On remarque ainsi une collection de palmiers des Canaries au pied de laquelle se trouve un bassin de carpes japonaises.
Parmi les arbres remarquables, on distingue un Gingko biloba, fossile vivant originaire de Chine, l'arbre à caramel qui exhale une forte odeur de caramel à l'automne, le lilas des Indes aux couleurs mauves, le Pterocarya stenoptera qui est l'arbre le plus grand du jardin, le Magnolia grandiflora aux grandes fleurs blanches odoriférantes.
Les orchidées sont représentées par 515 taxons, les Bromeliaceae par 400 taxons.

### Les différents secteurs

Plan du jardin des serres d'Auteuil.

#### Les serres

##### La grande serre ou palmarium

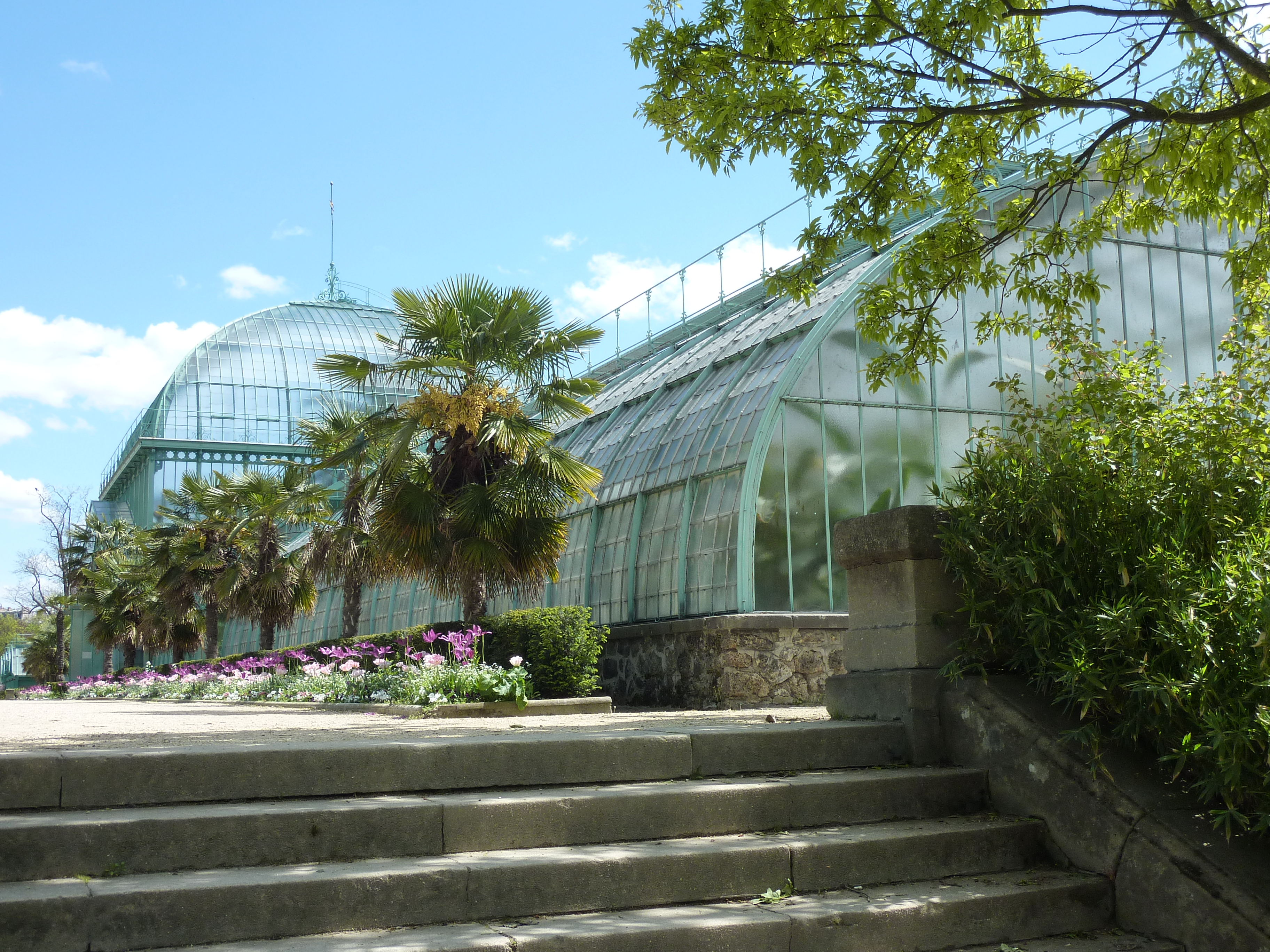
Extérieur.
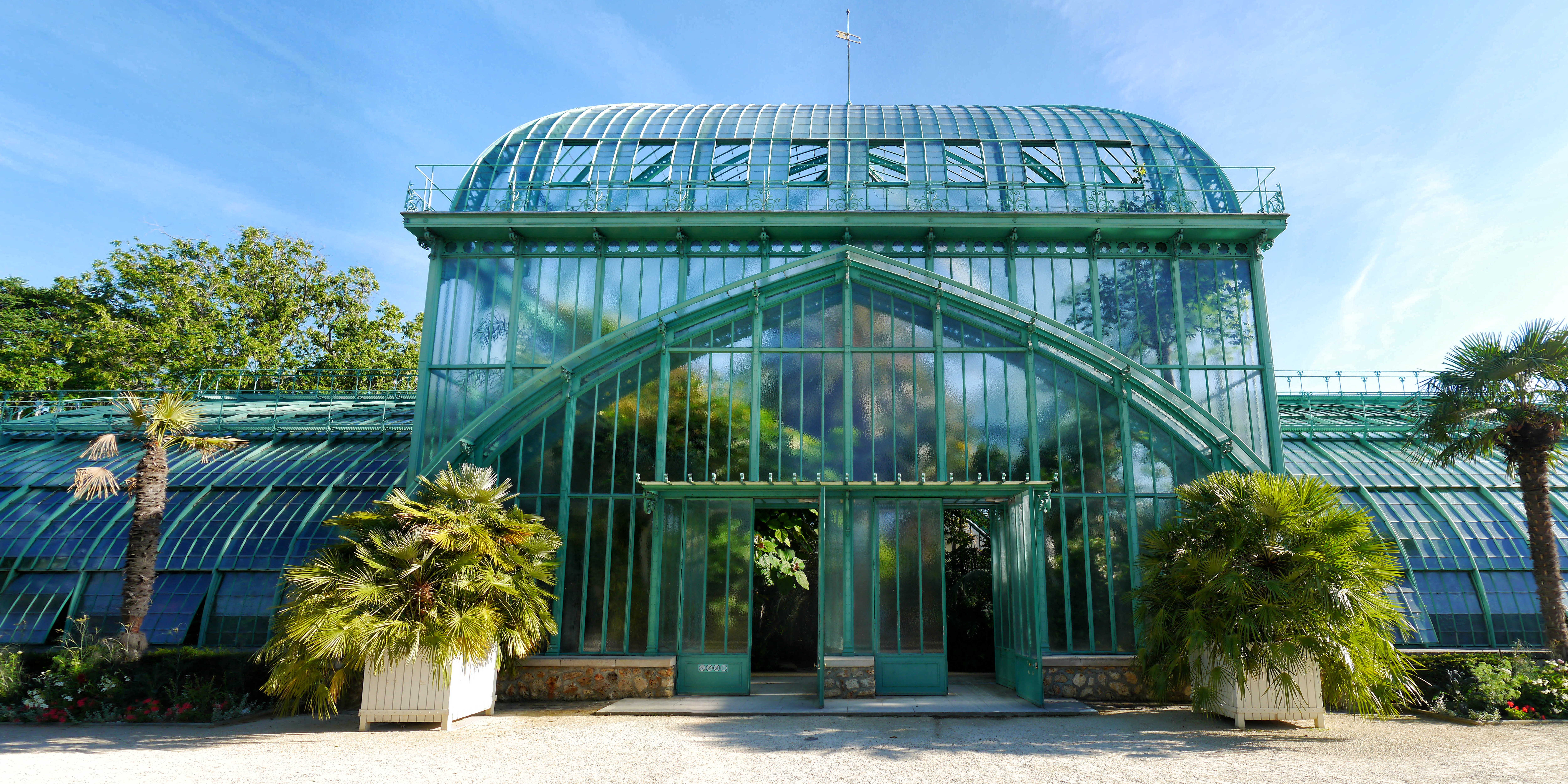
Entrée du palmarium.
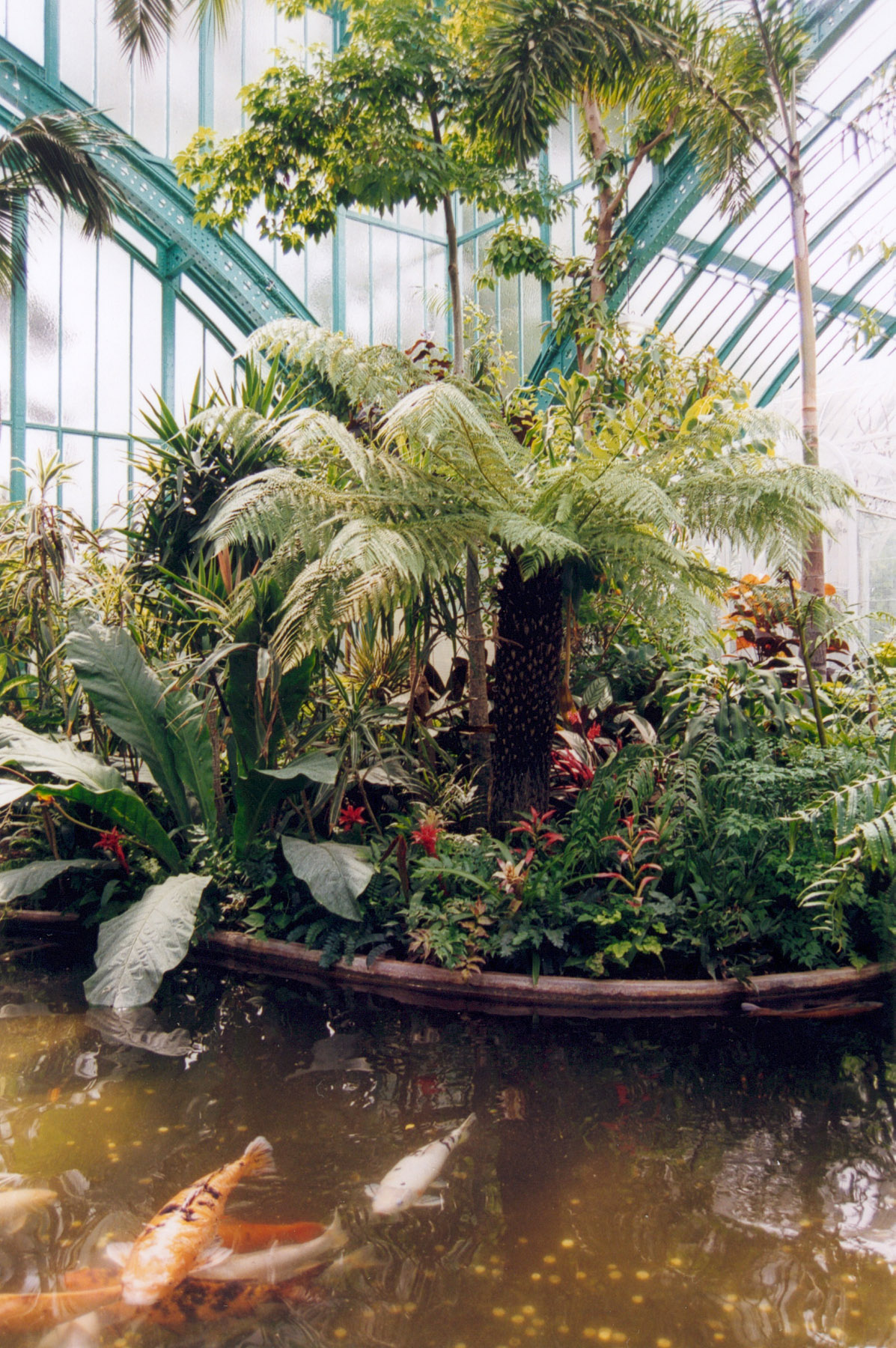
Intérieur.
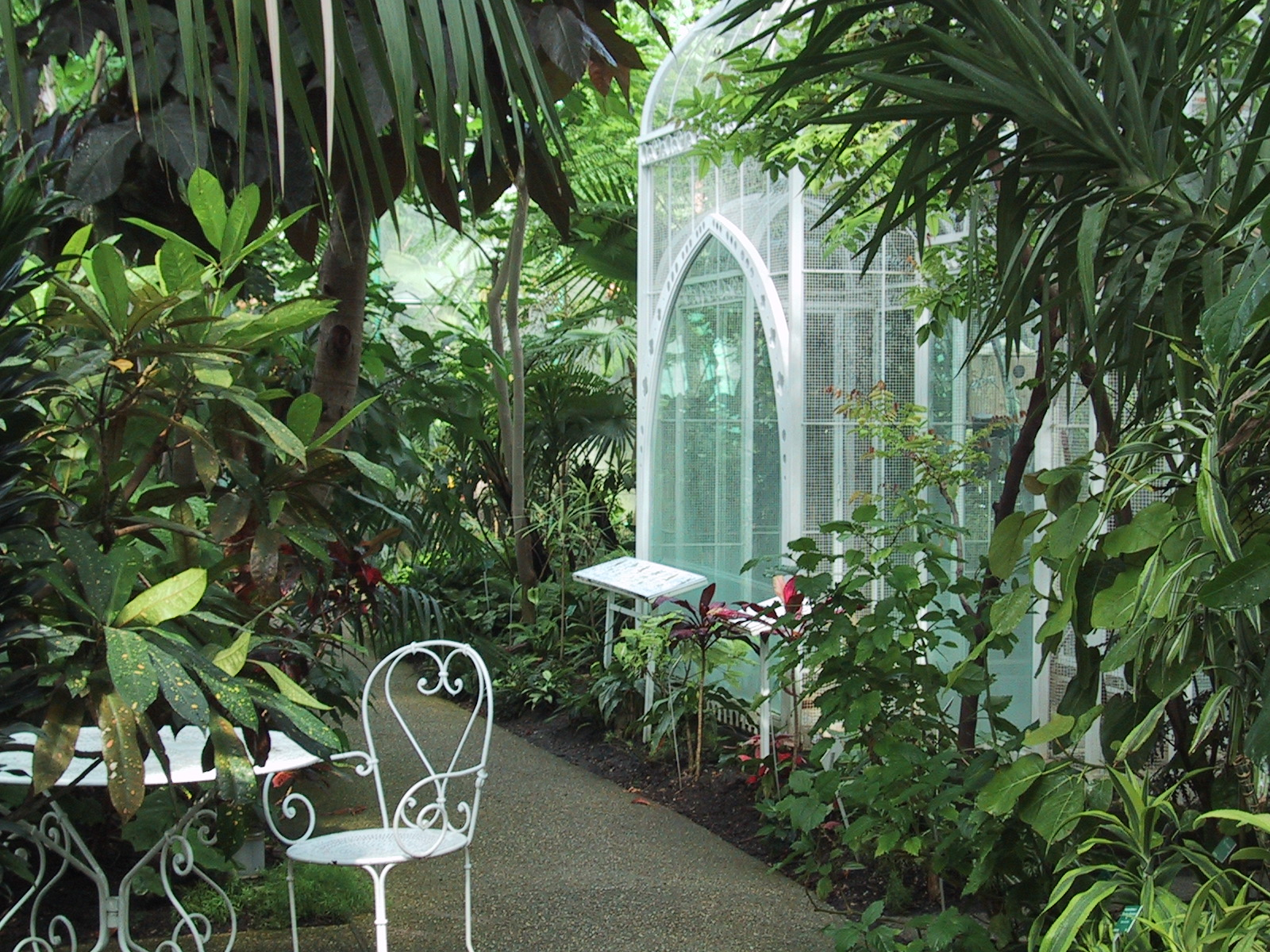
La volière.
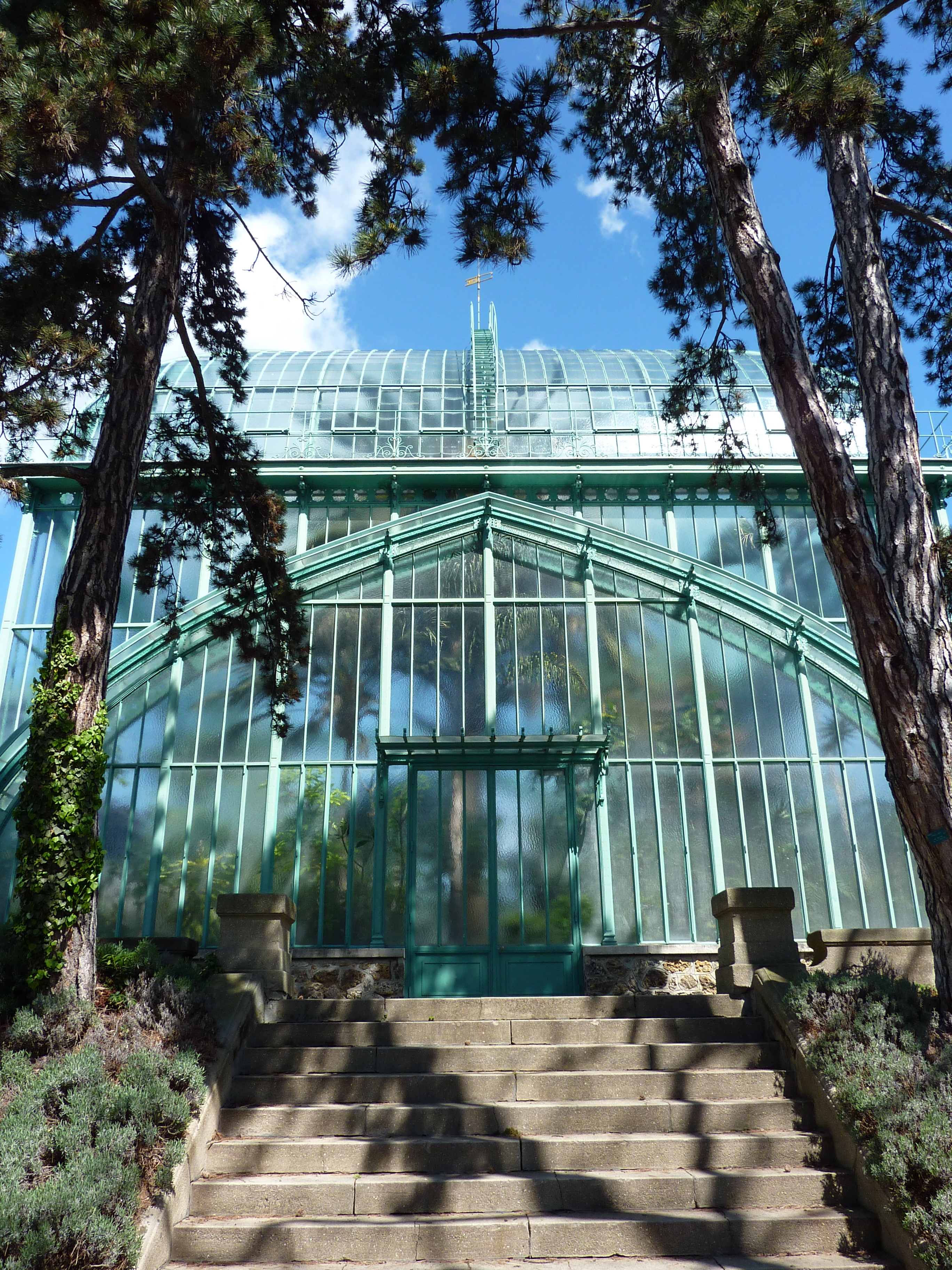
Arrière.

##### Les serres du plateau

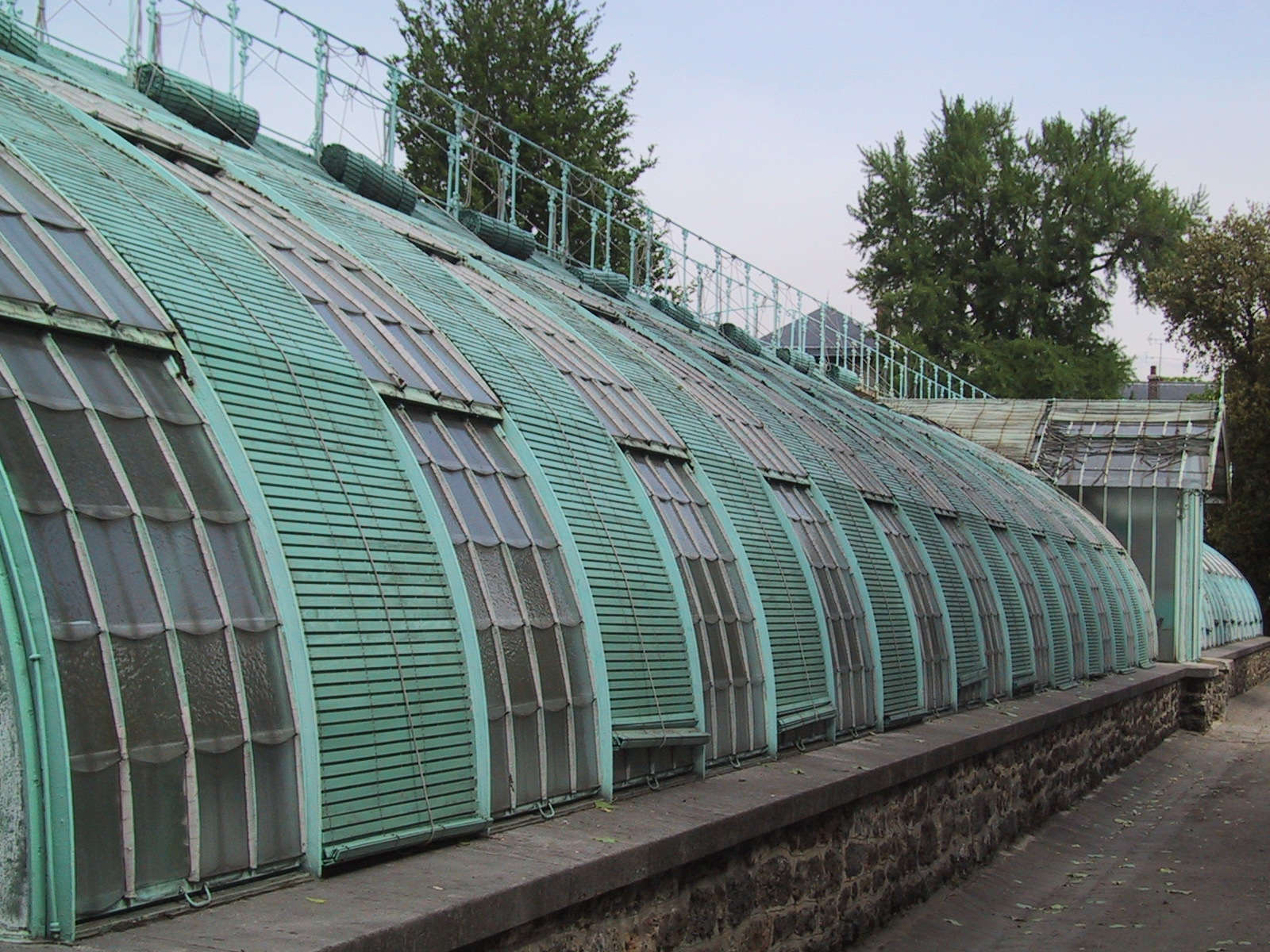
Une partie des serres du plateau en 2006.
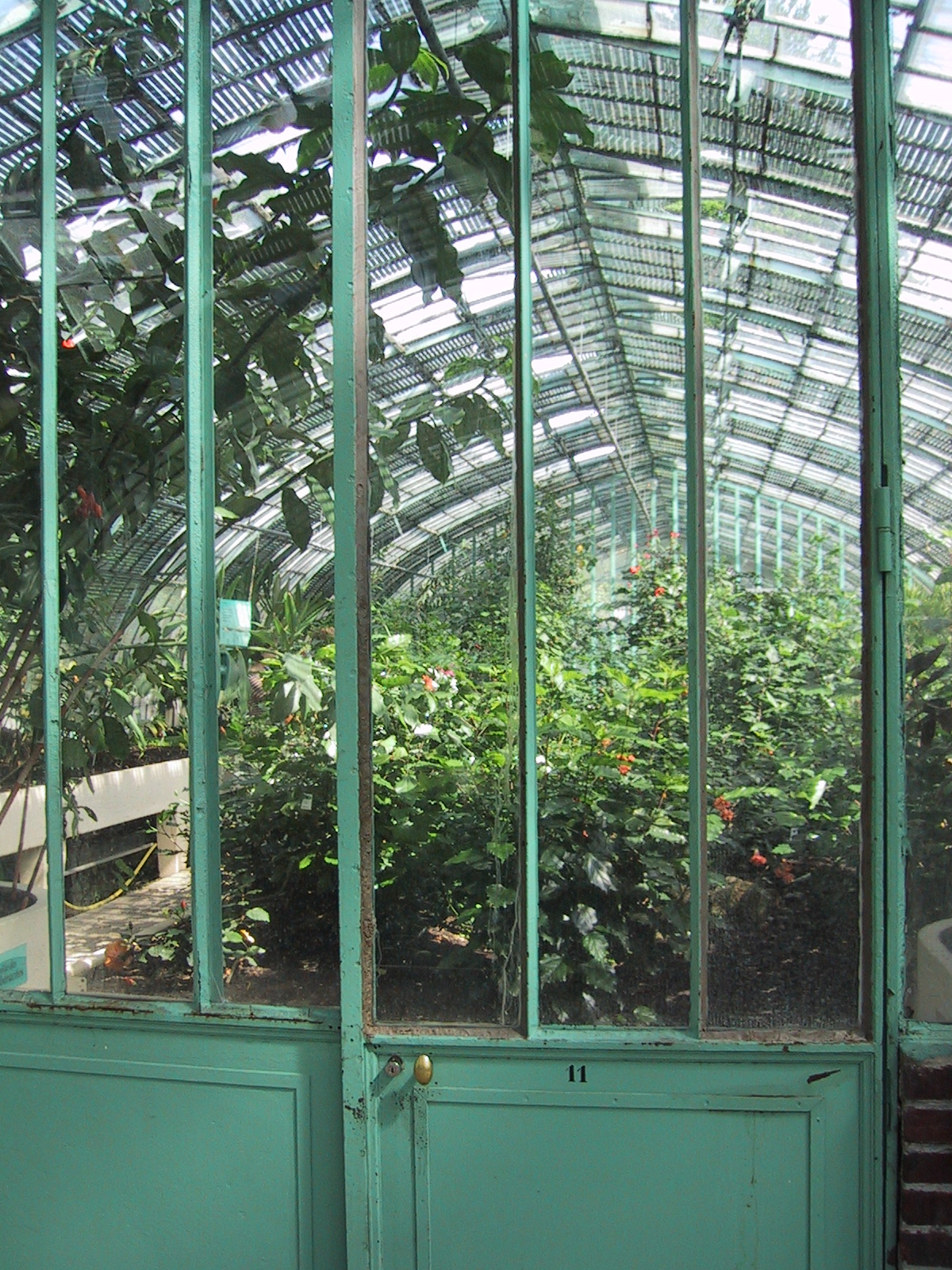
Intérieur d'une des serres du plateau en 2006.
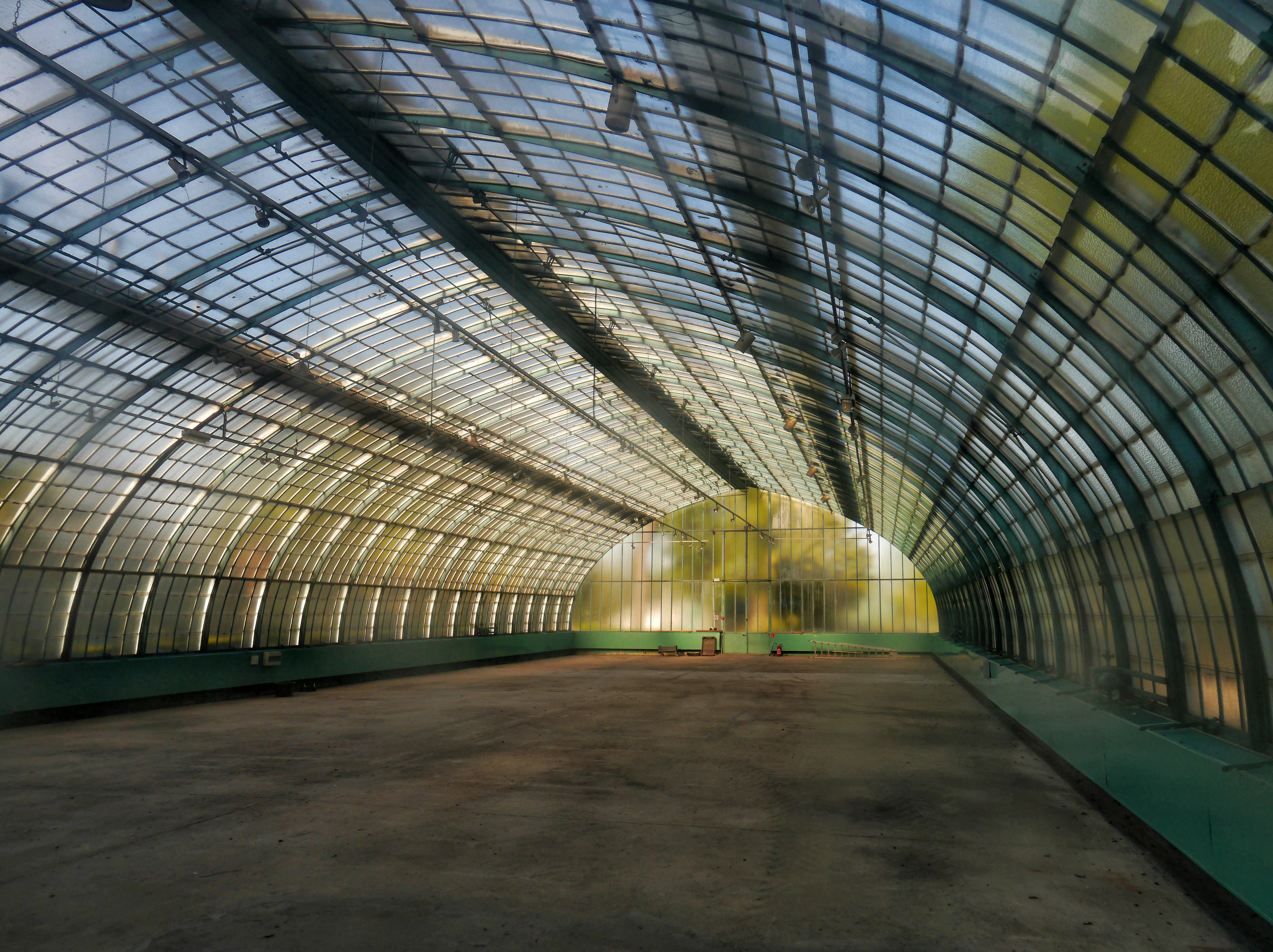
Serre en rénovation en 2012.
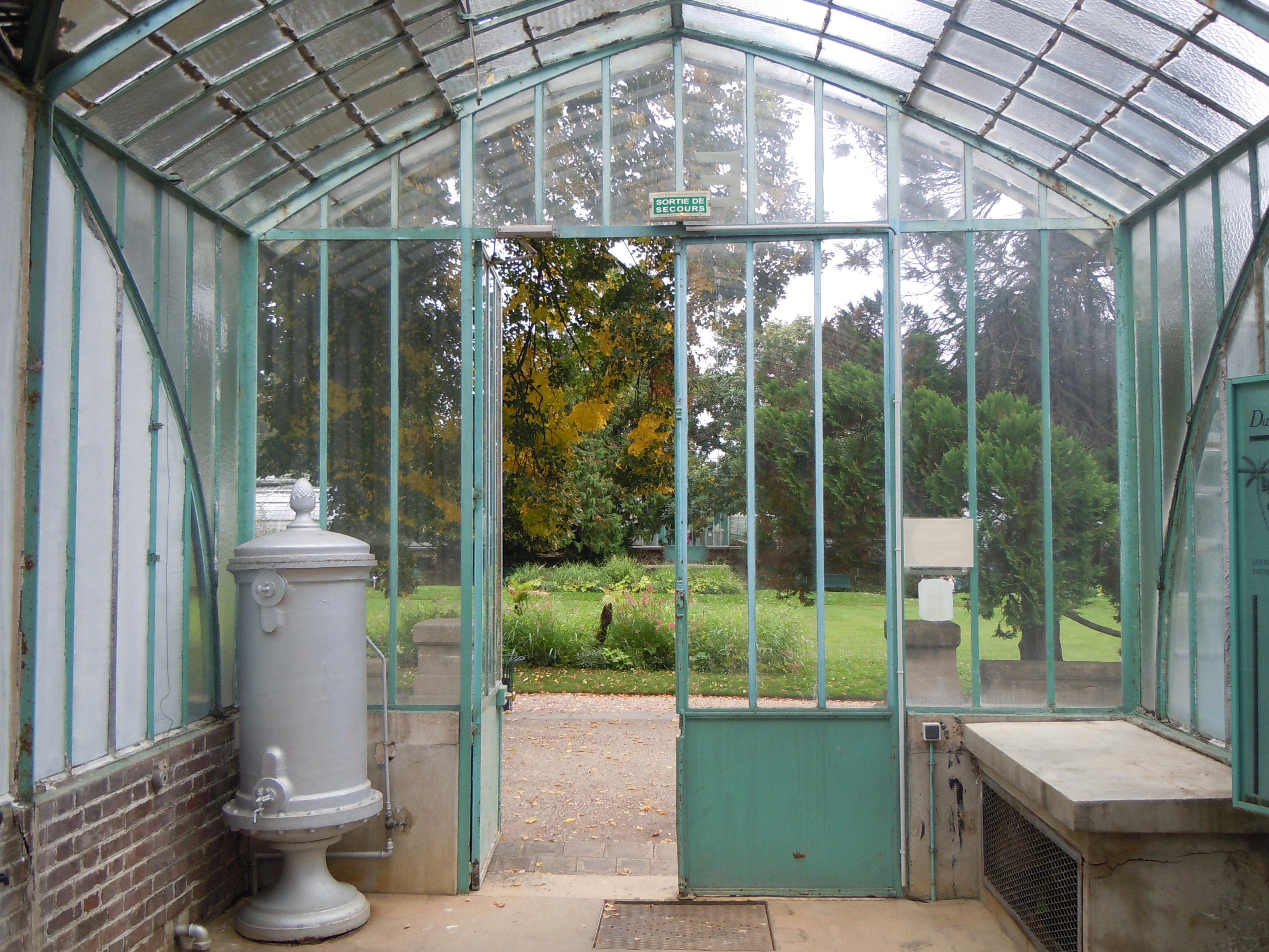
Couloir central du plateau ouest en 2013.
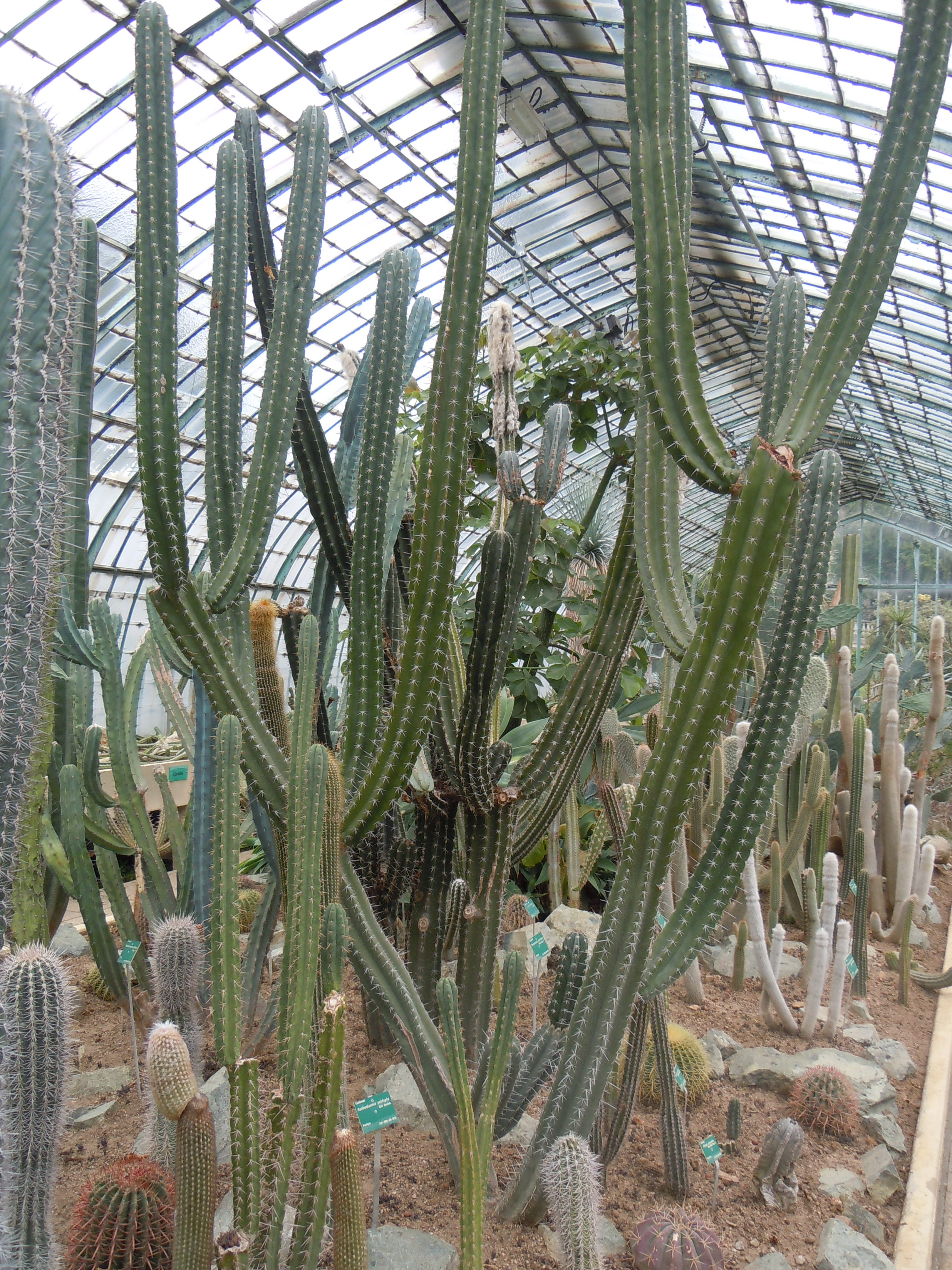
Serre des Cactaceae en 2013.
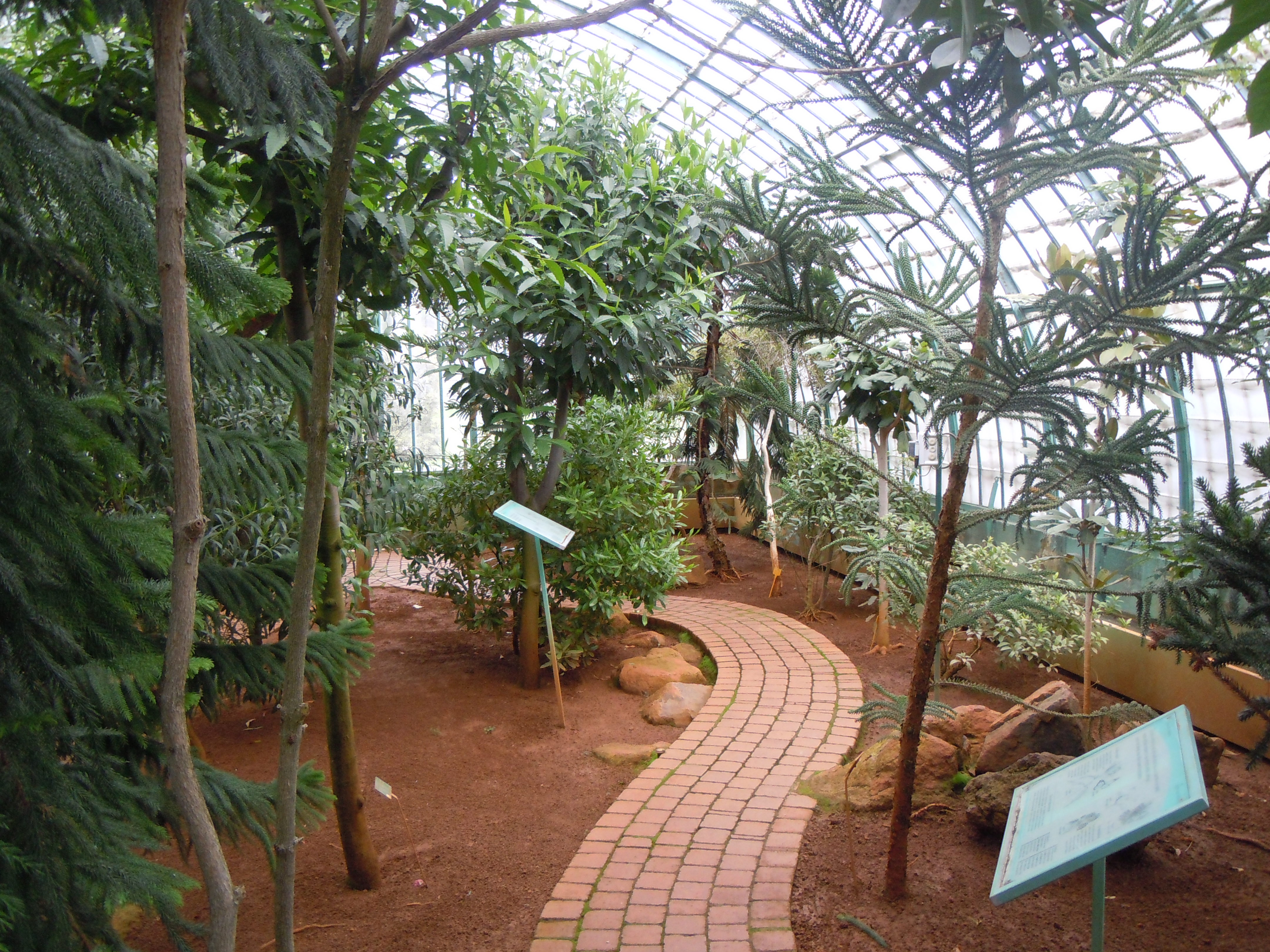
Serre de la Nouvelle-Calédonie en 2013.

#### Les bâtiments en pierre
- Les pavillons est et ouest de l'entrée principale
- Le bâtiment de l'orangerie
- Le guichet d'information
- Le bâtiment de la fleuristerie

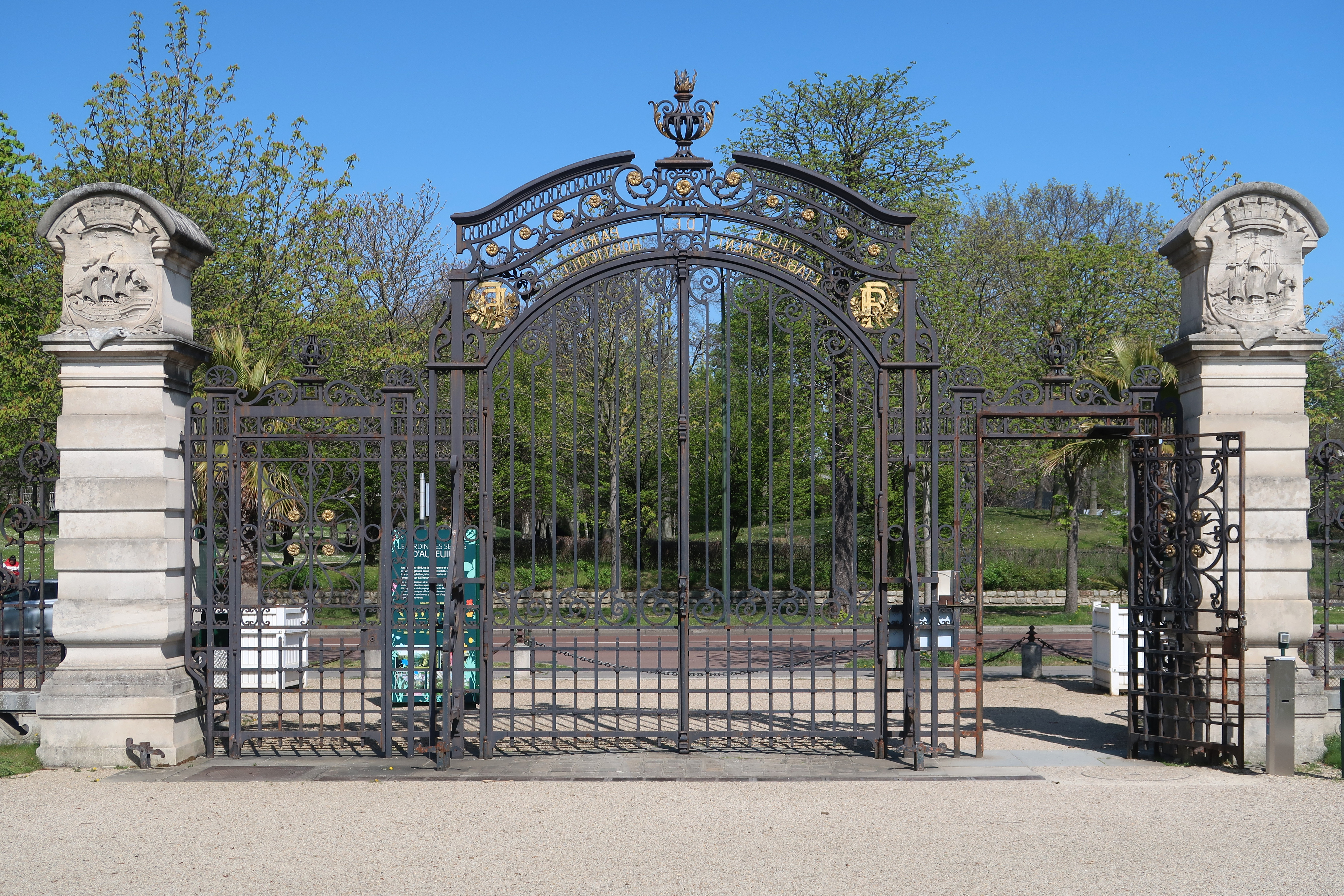
Entrée principale ; grilles.
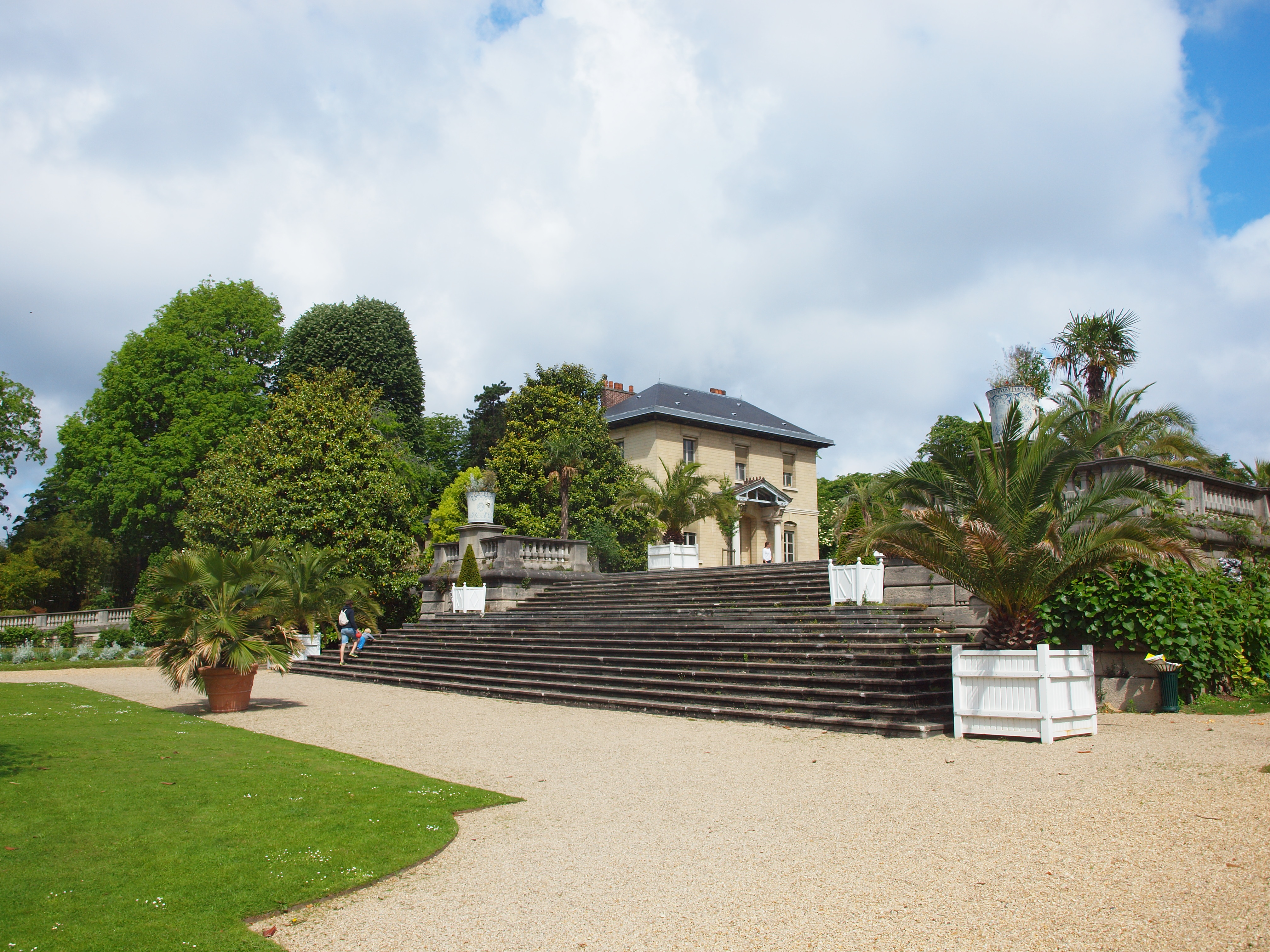
Pavillon ouest et grand escalier.
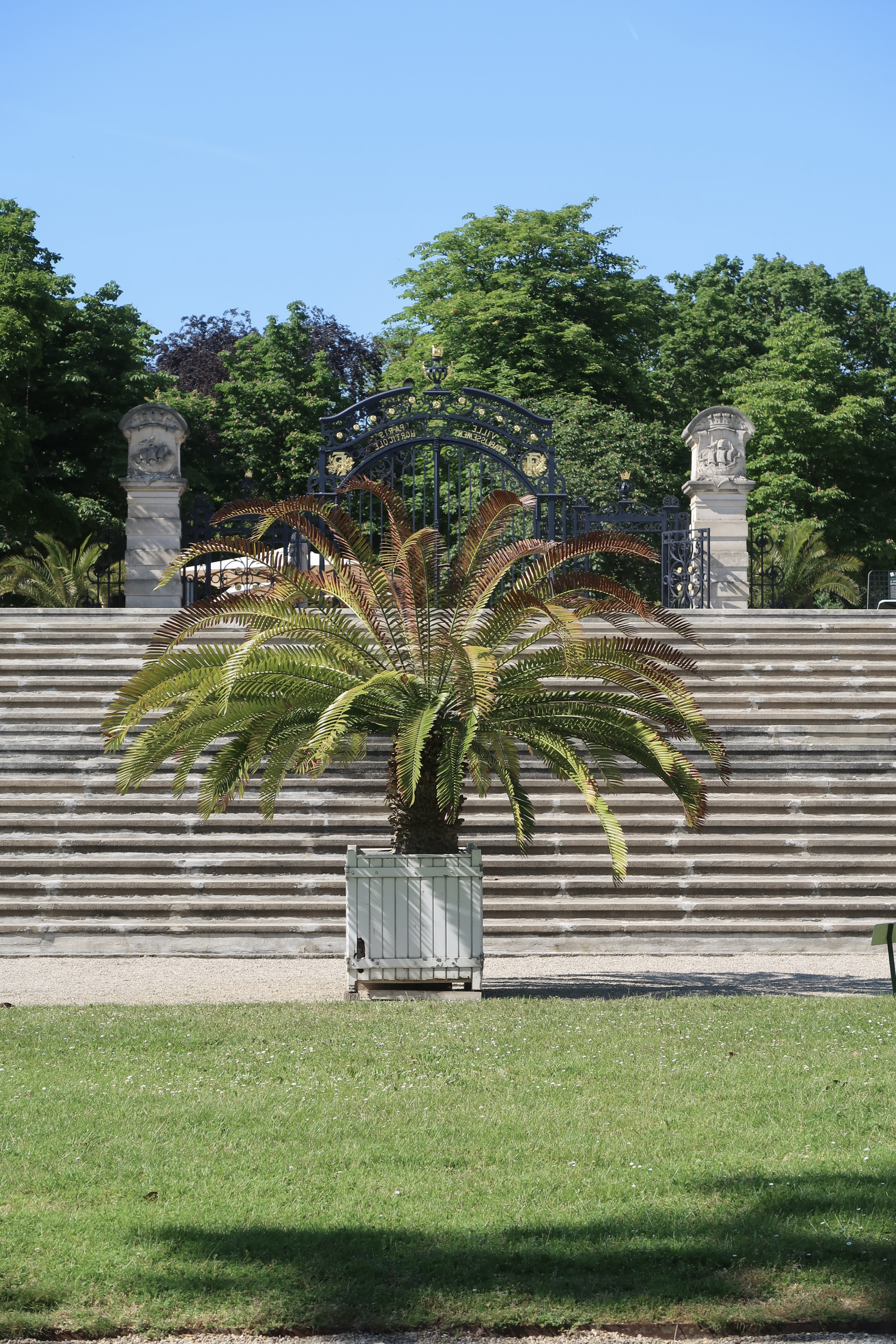
Grand escalier et portail.
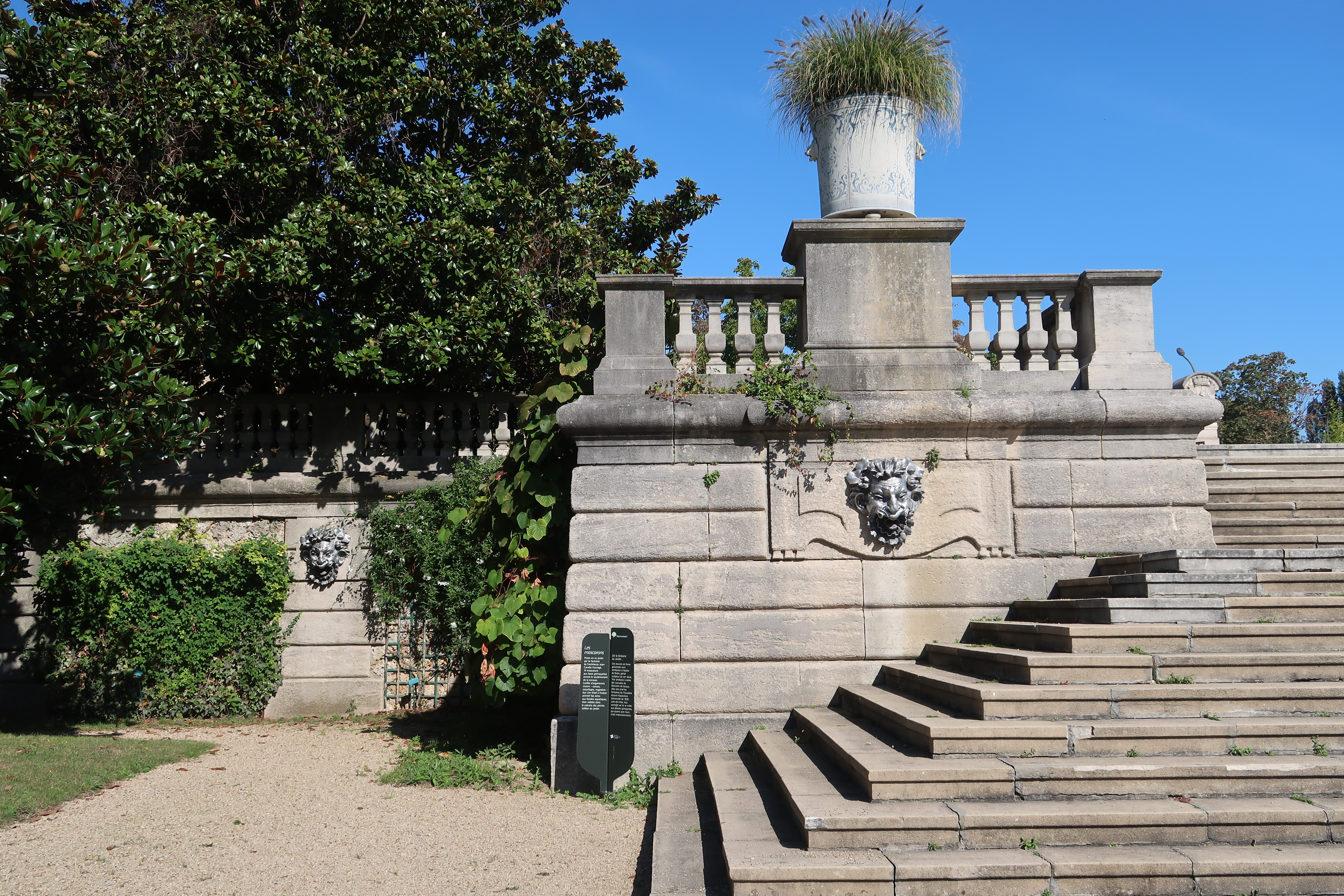
Détail du grand escalier.
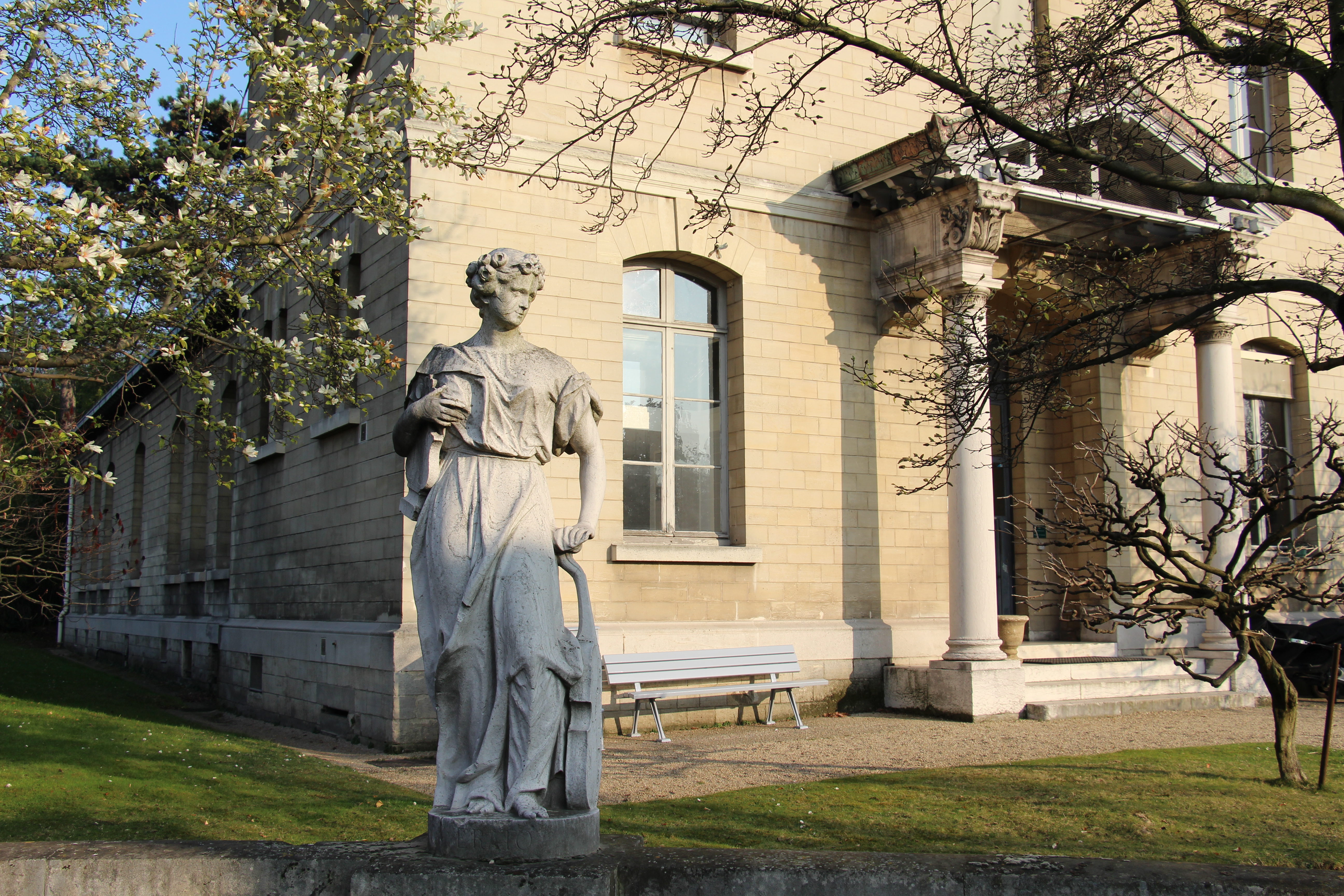
Façade principale du pavillon est.
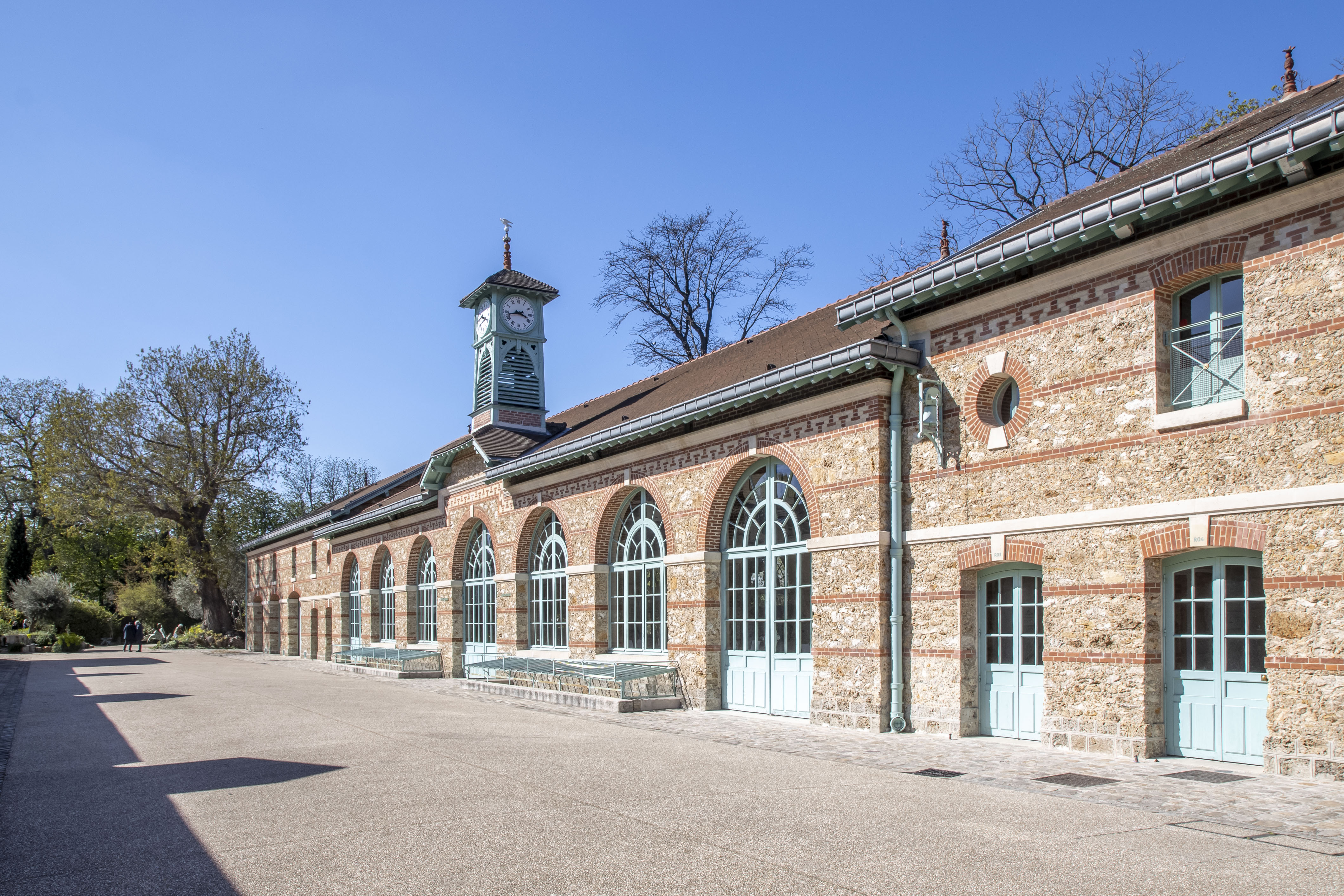
L'Orangerie.
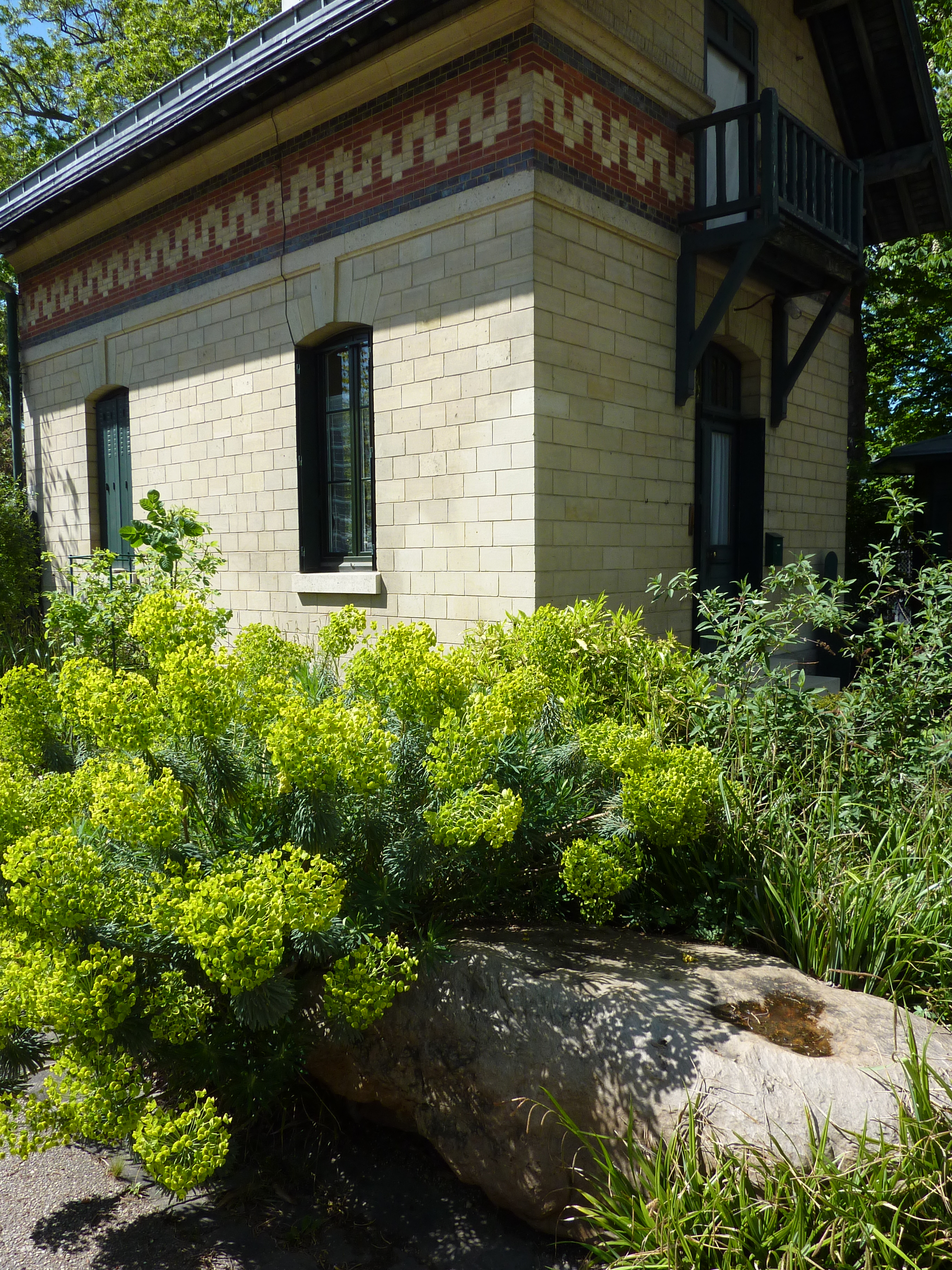
Guichet d'information.
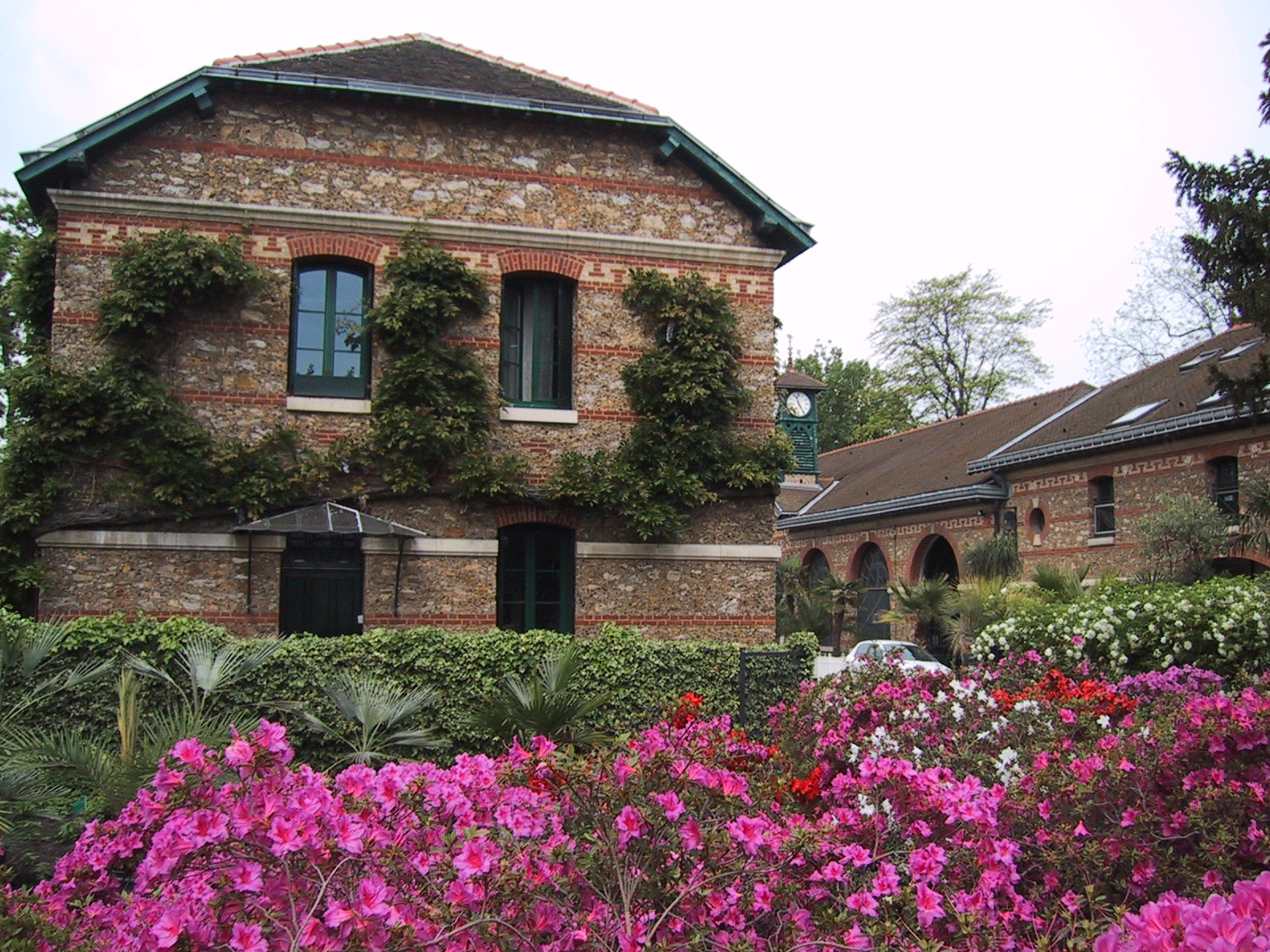
Bâtiment de l'orangerie et celui de la fleuristerie.

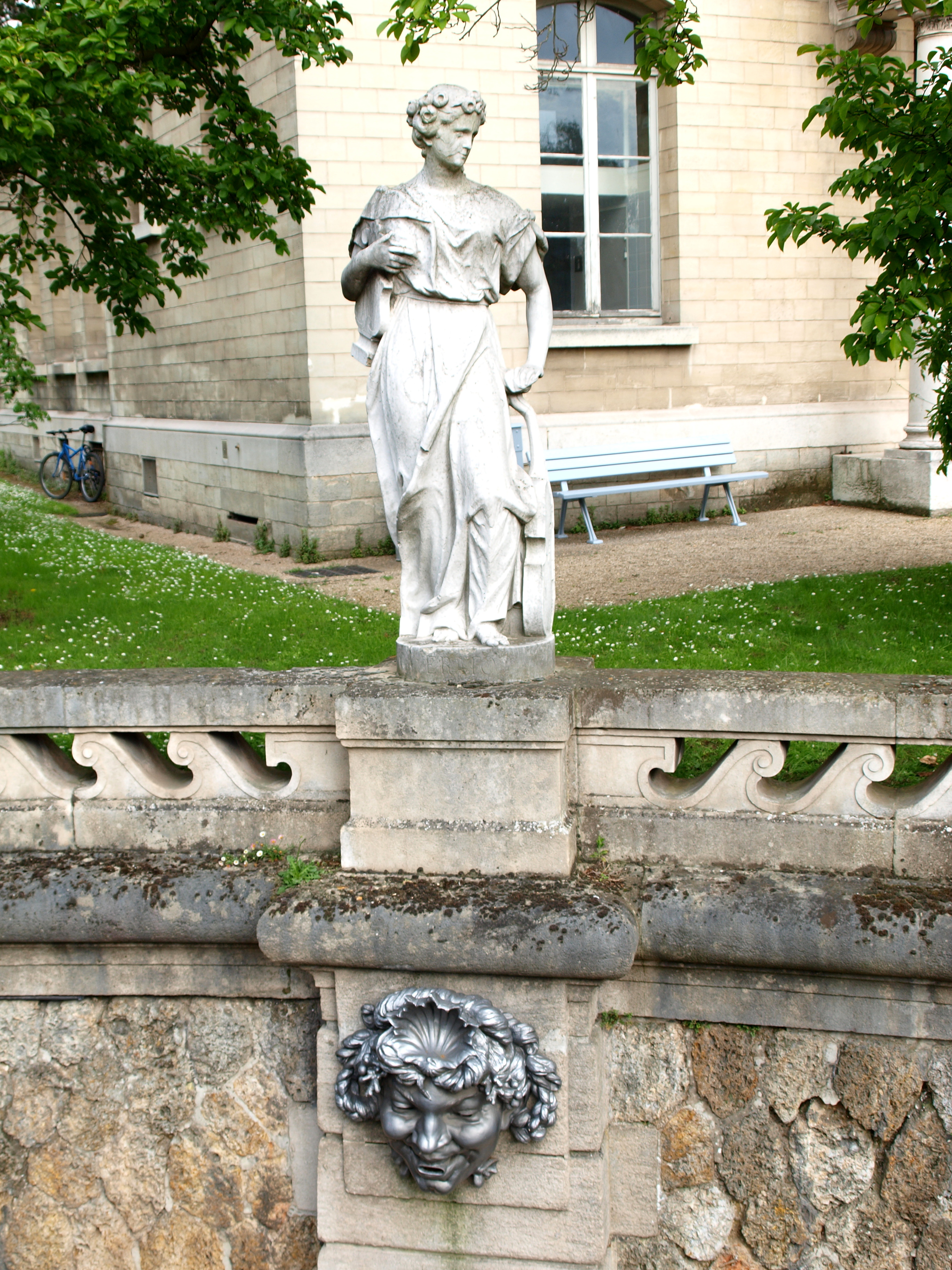
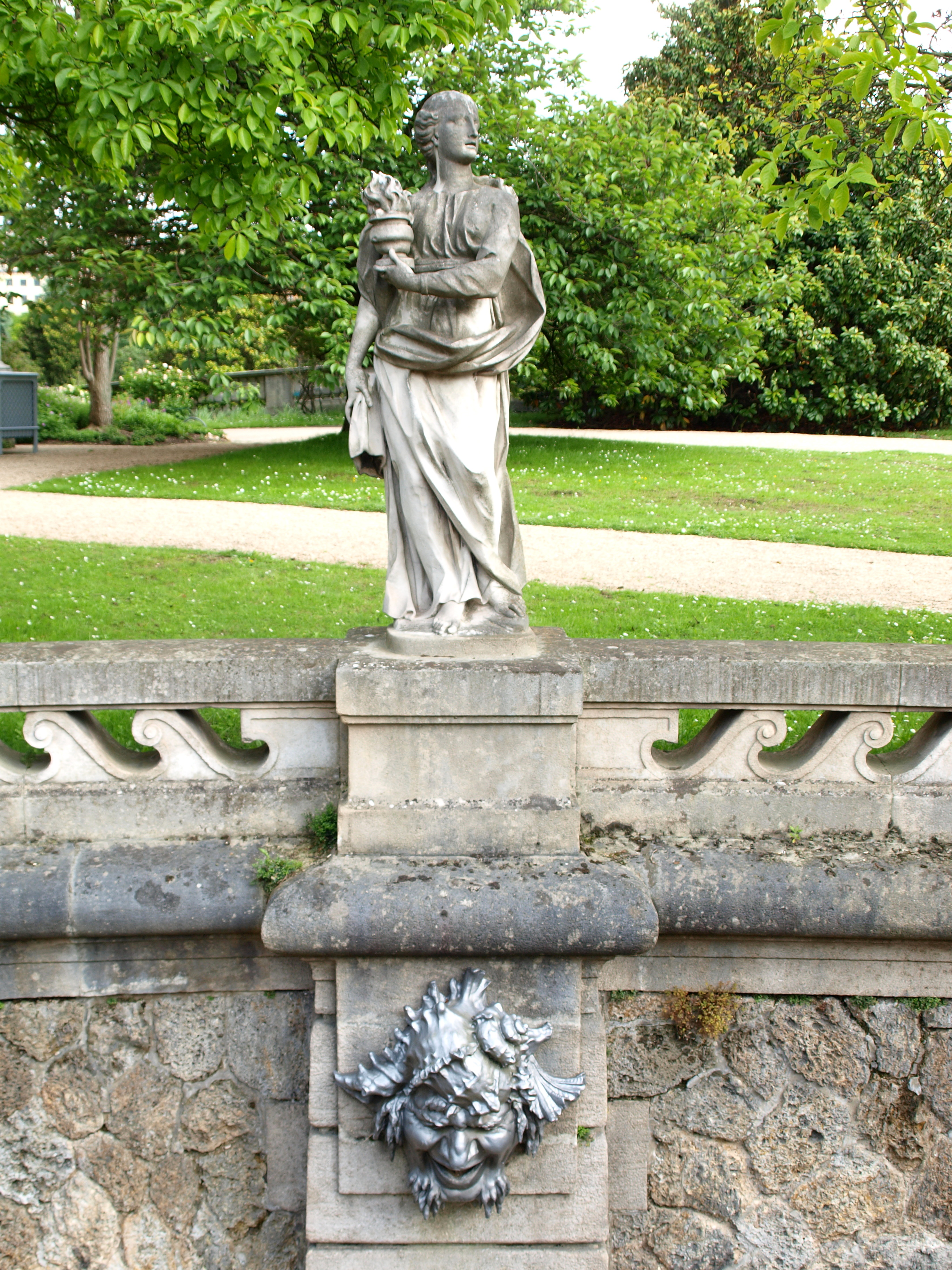
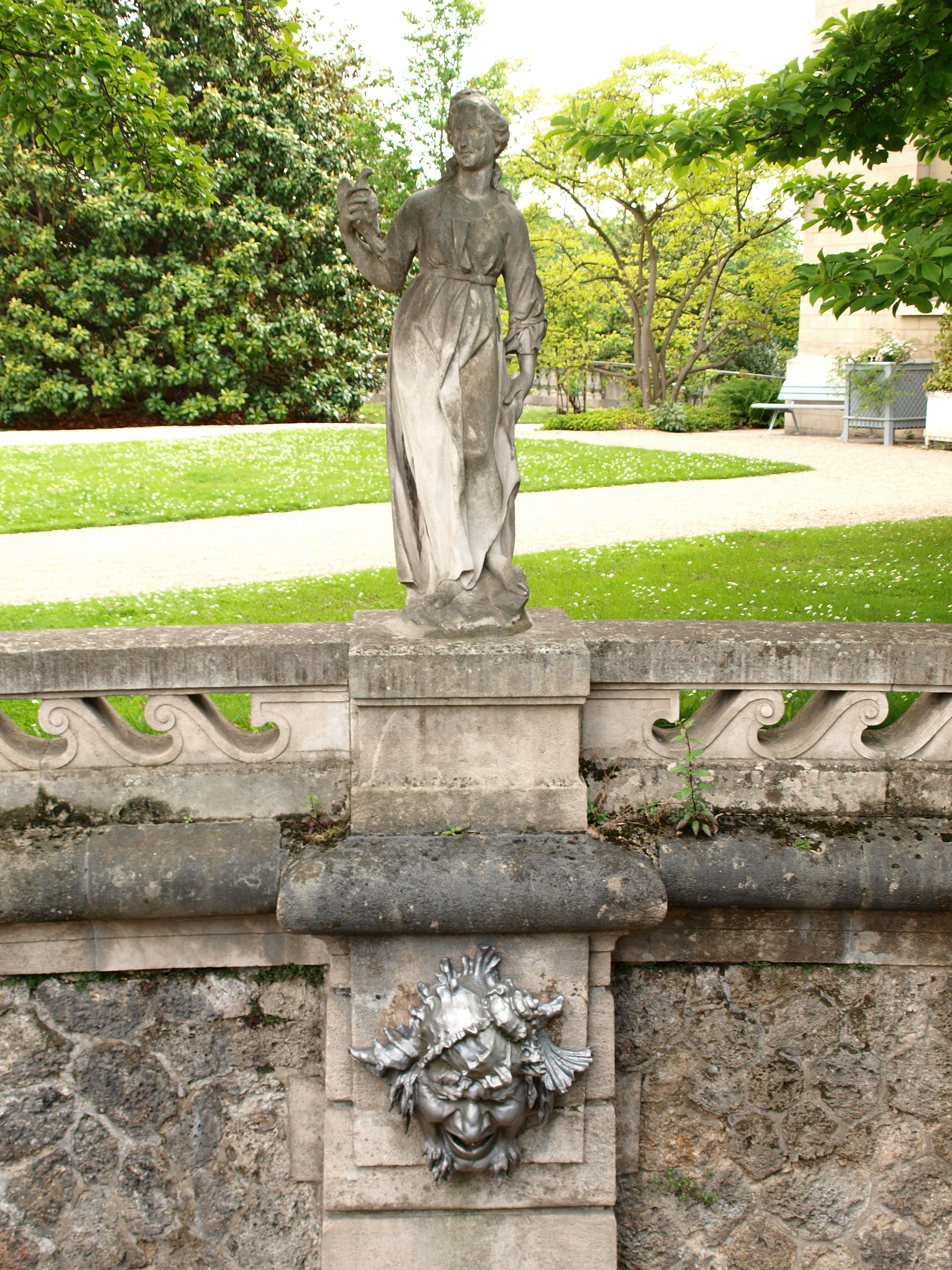
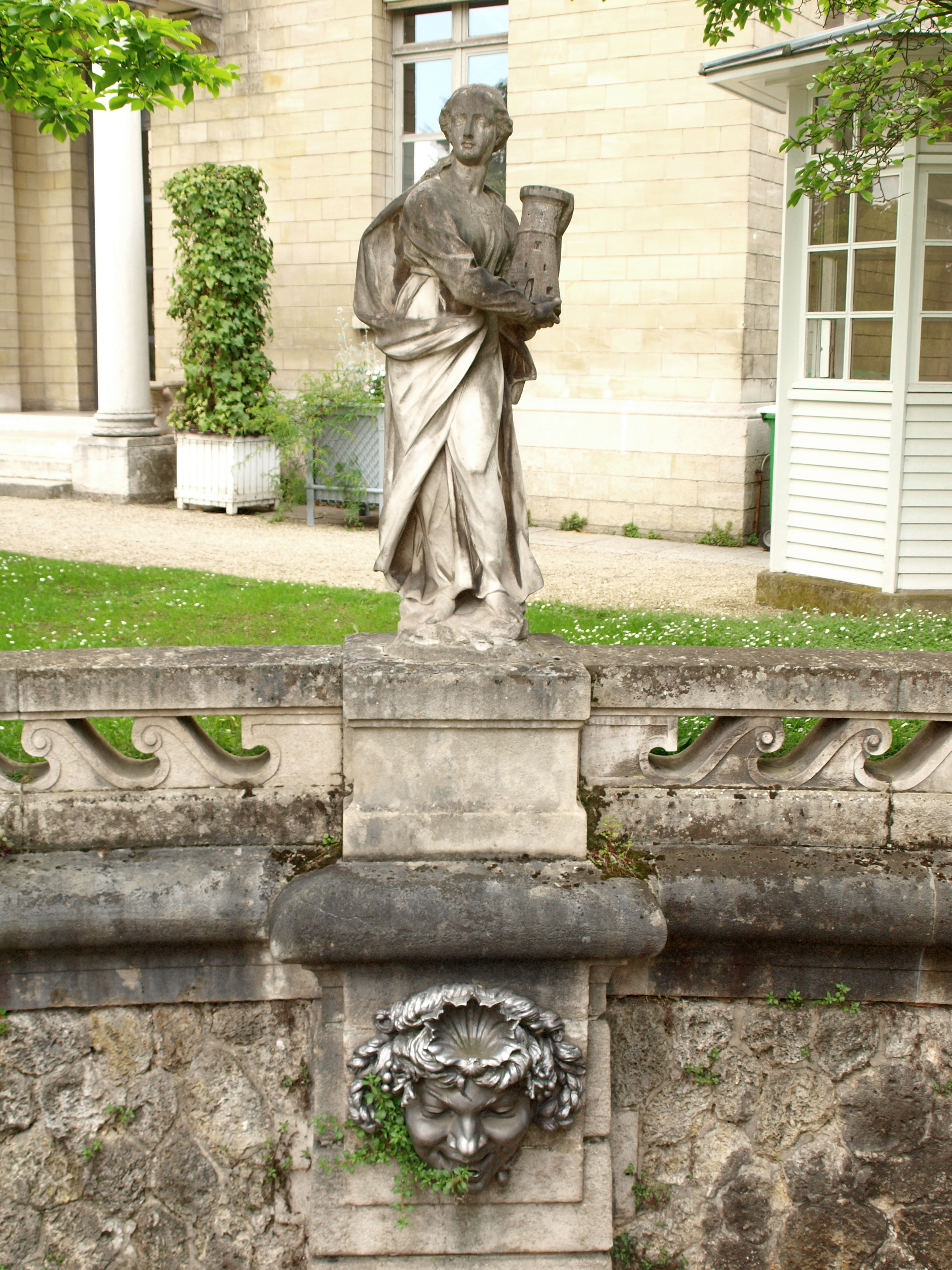

Statues de quatre des neuf Muses

#### Les jardins

##### Jardin à la française

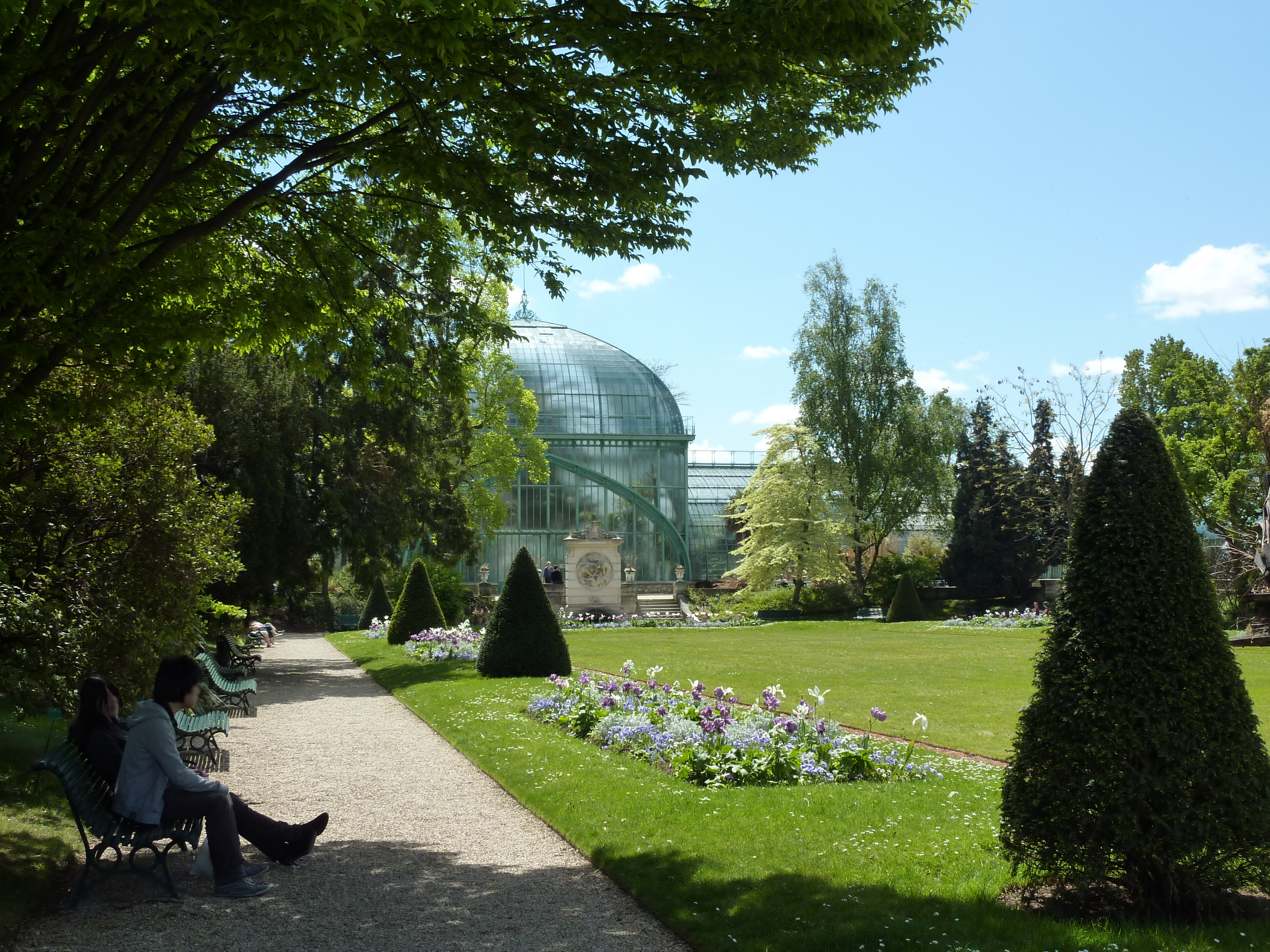
Vue sur la grande serre principale.
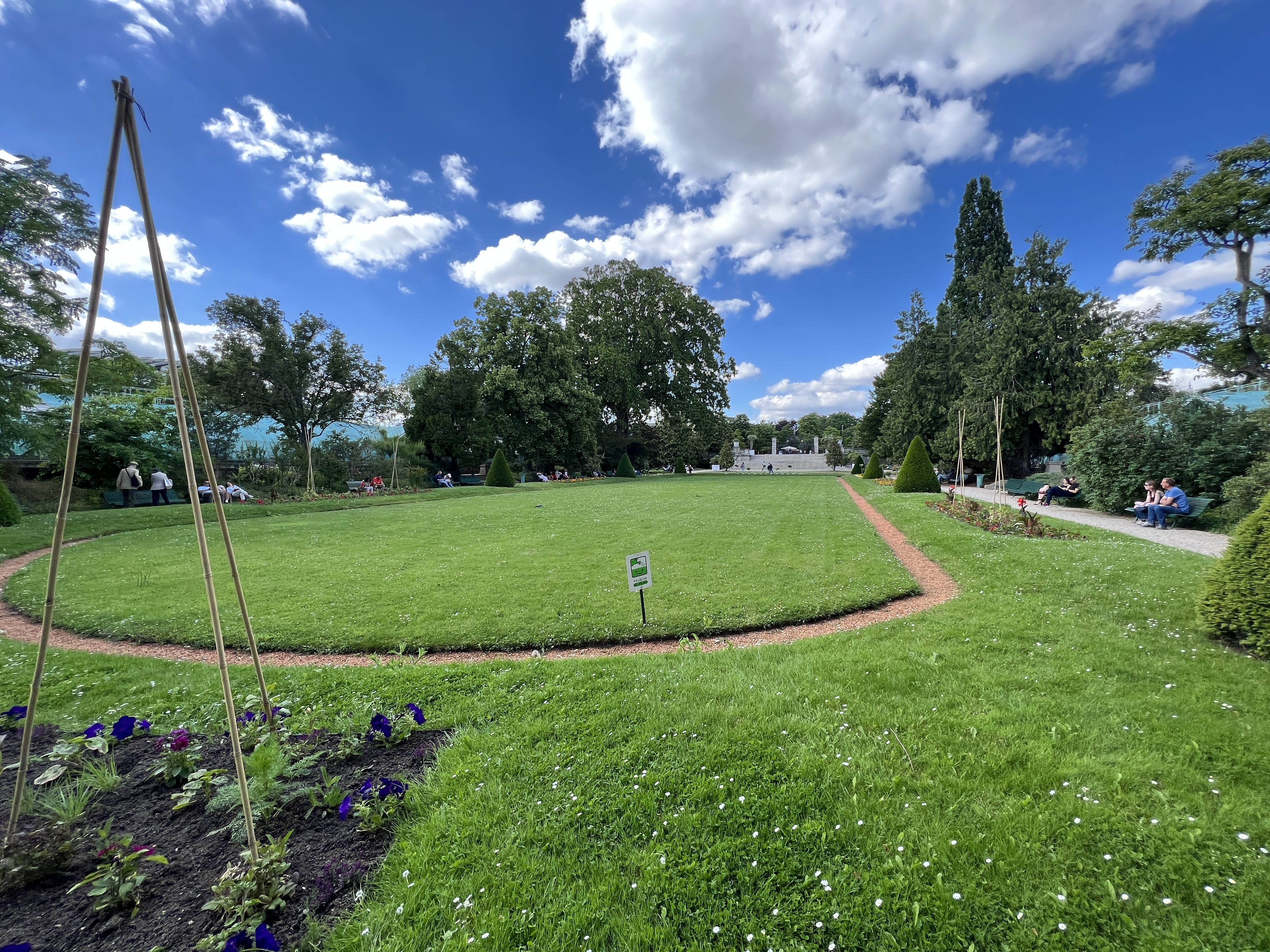
Vue à partir de la grande serre principale.
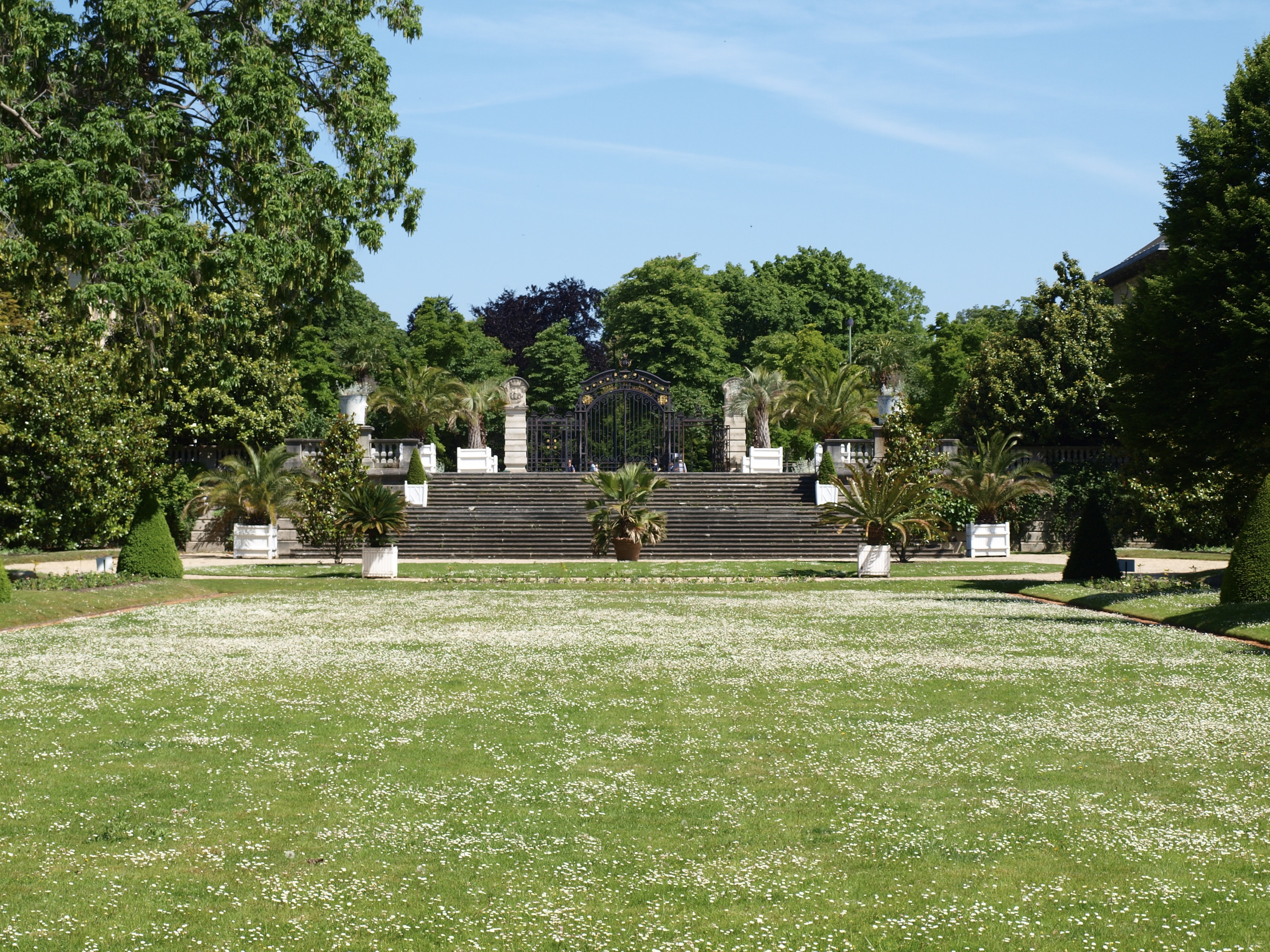
Vue à partir de la grande serre principale.

Sculptures du jardin à la française
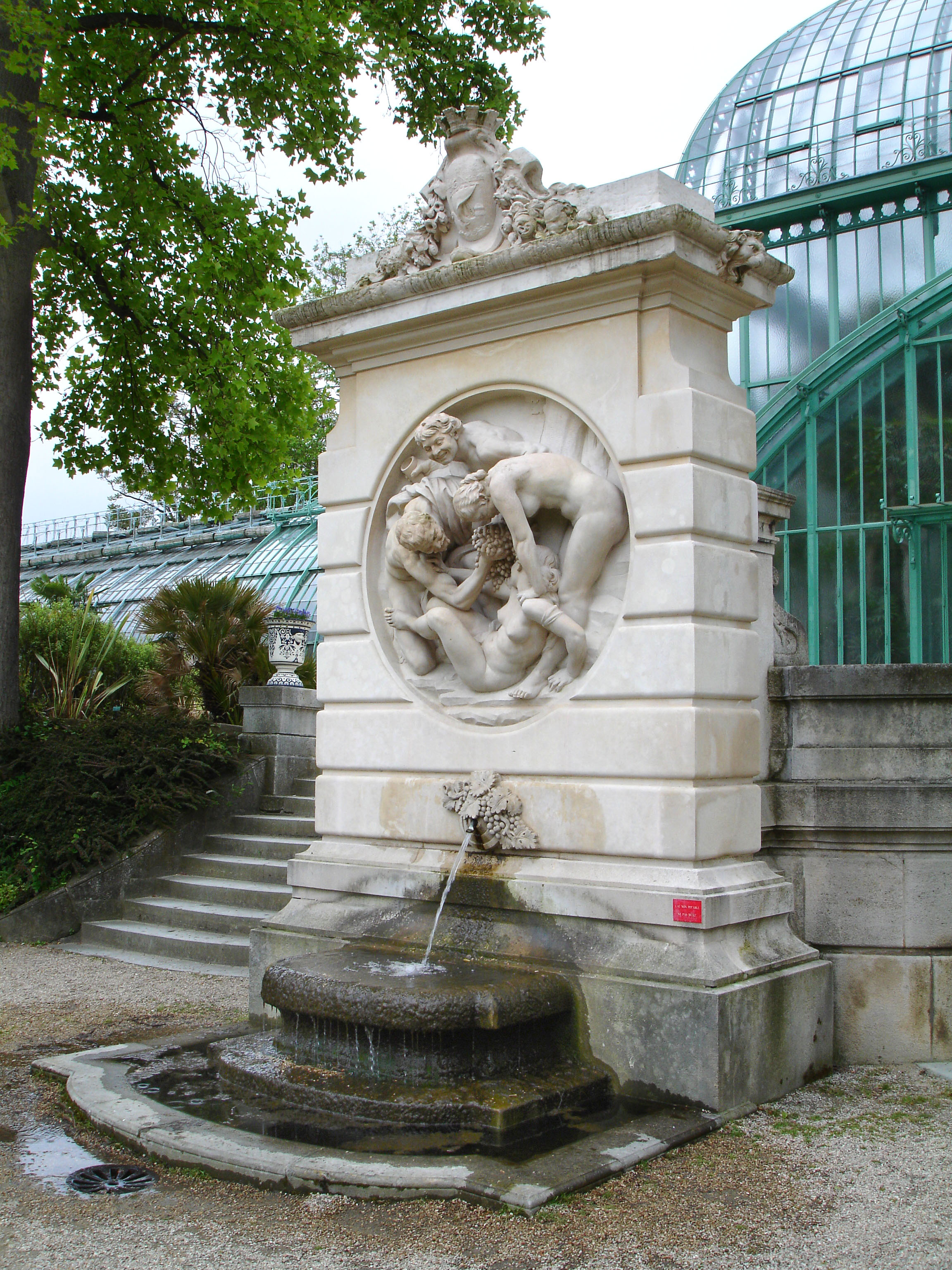
Fontaine de la Bacchanale de Jules Dalou.
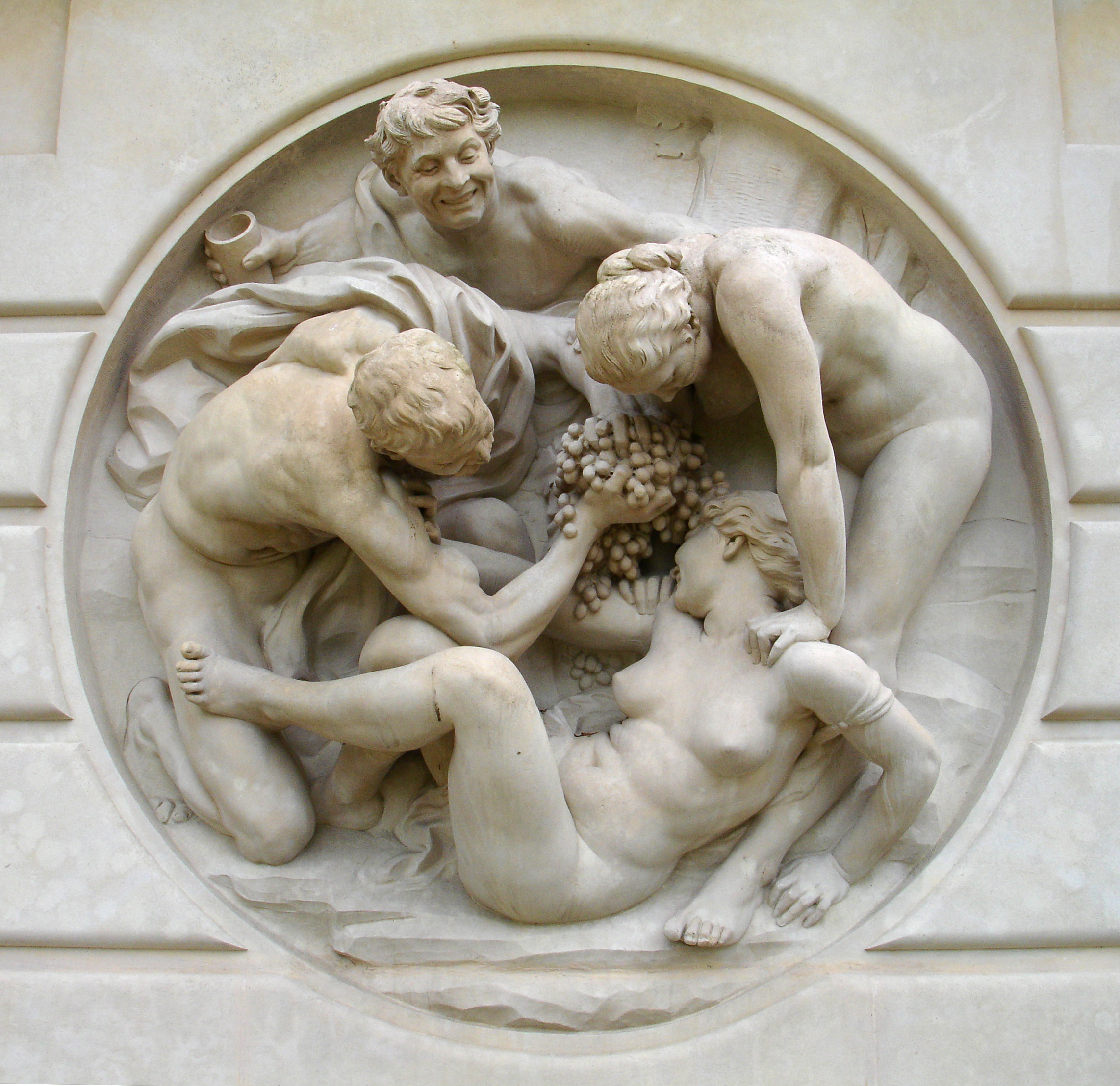
Haut-relief de la Bacchanale de Jules Dalou.
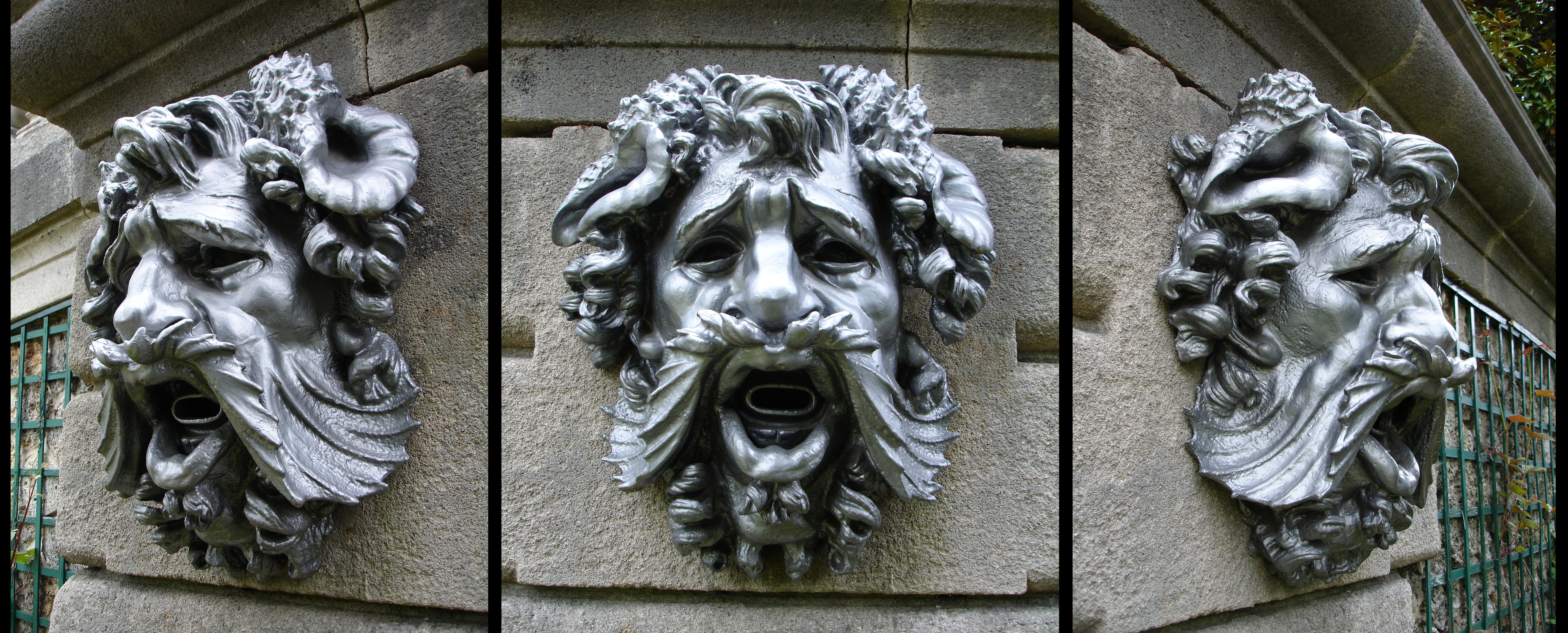
Mascarons d'Auguste Rodin.
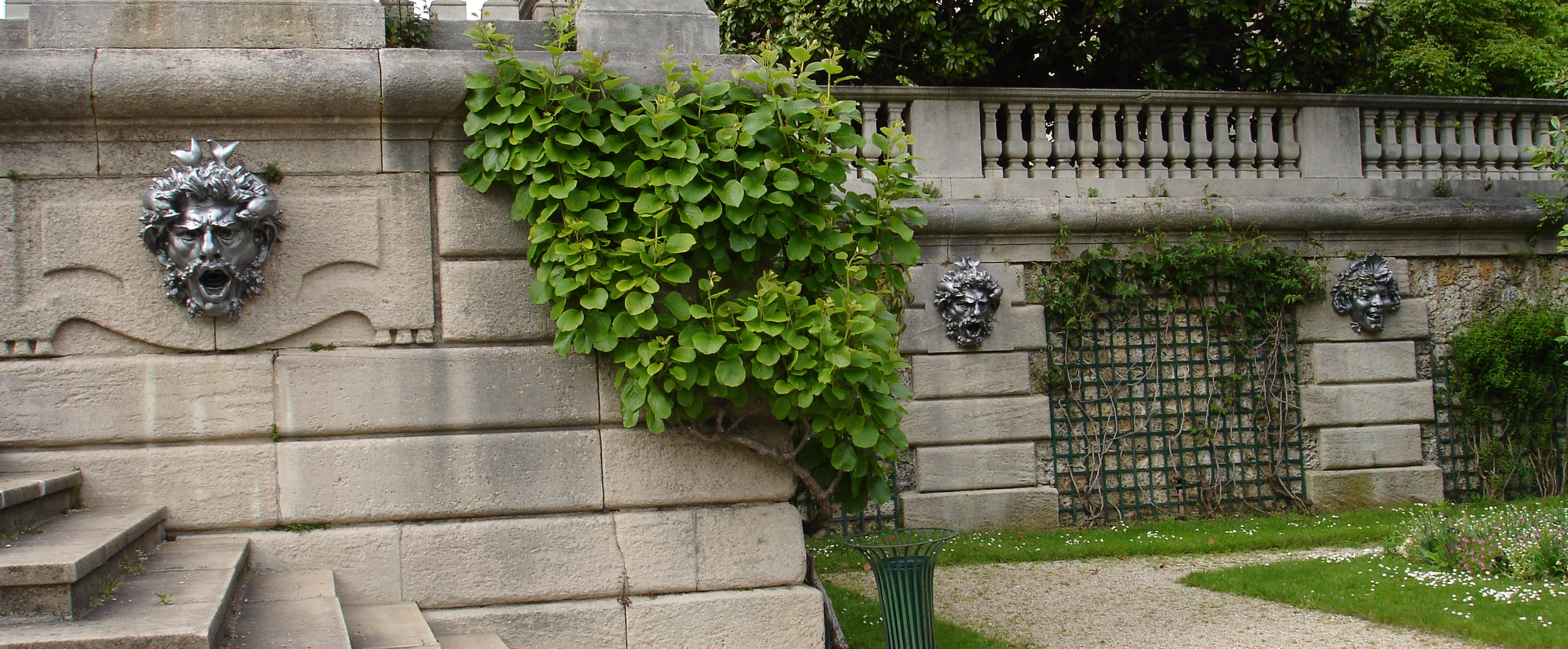
Mascarons d'Auguste Rodin.

Le jardin compte de nombreuses œuvres d'art, par exemple des vases de la manufacture de Sèvres.

Vases
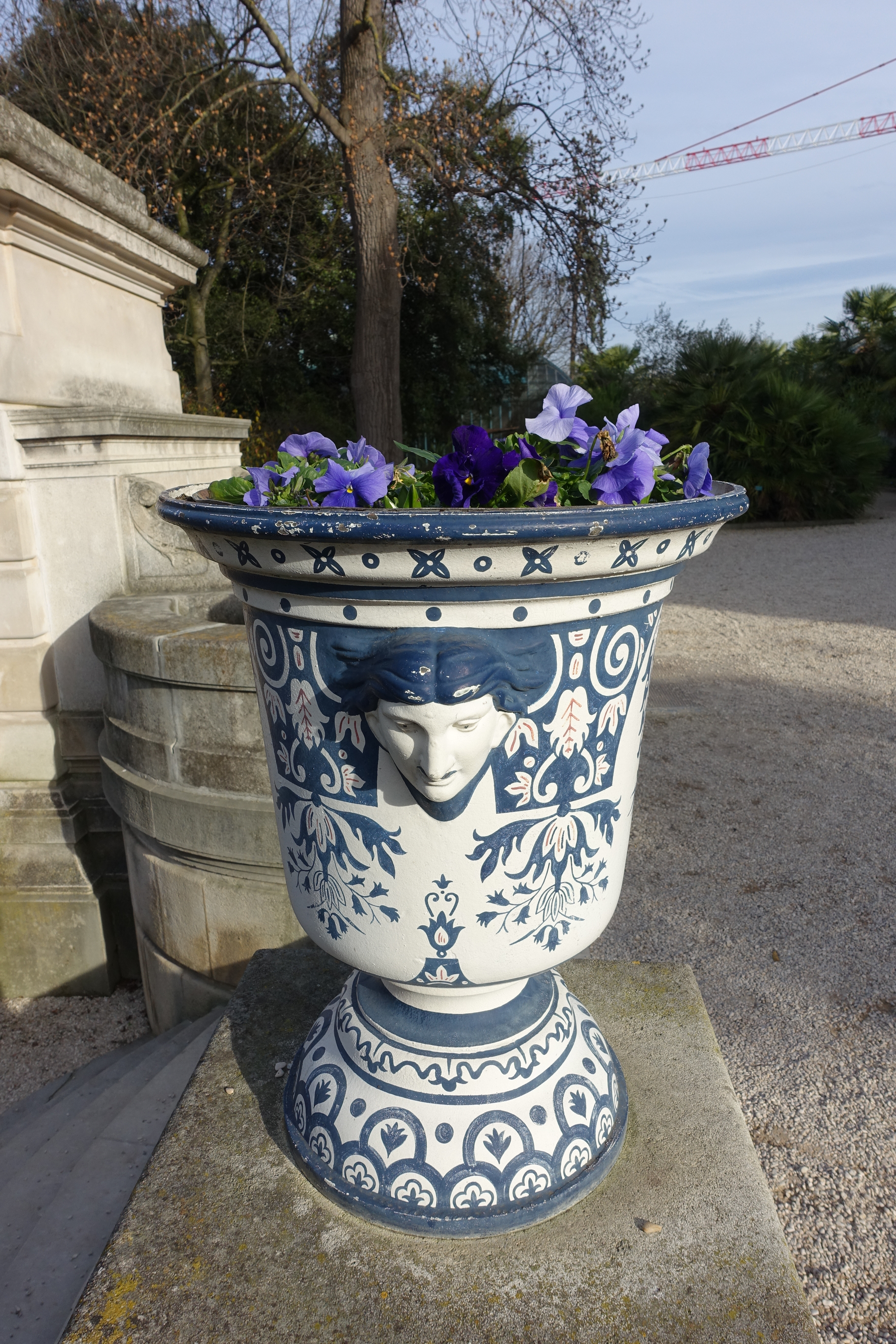
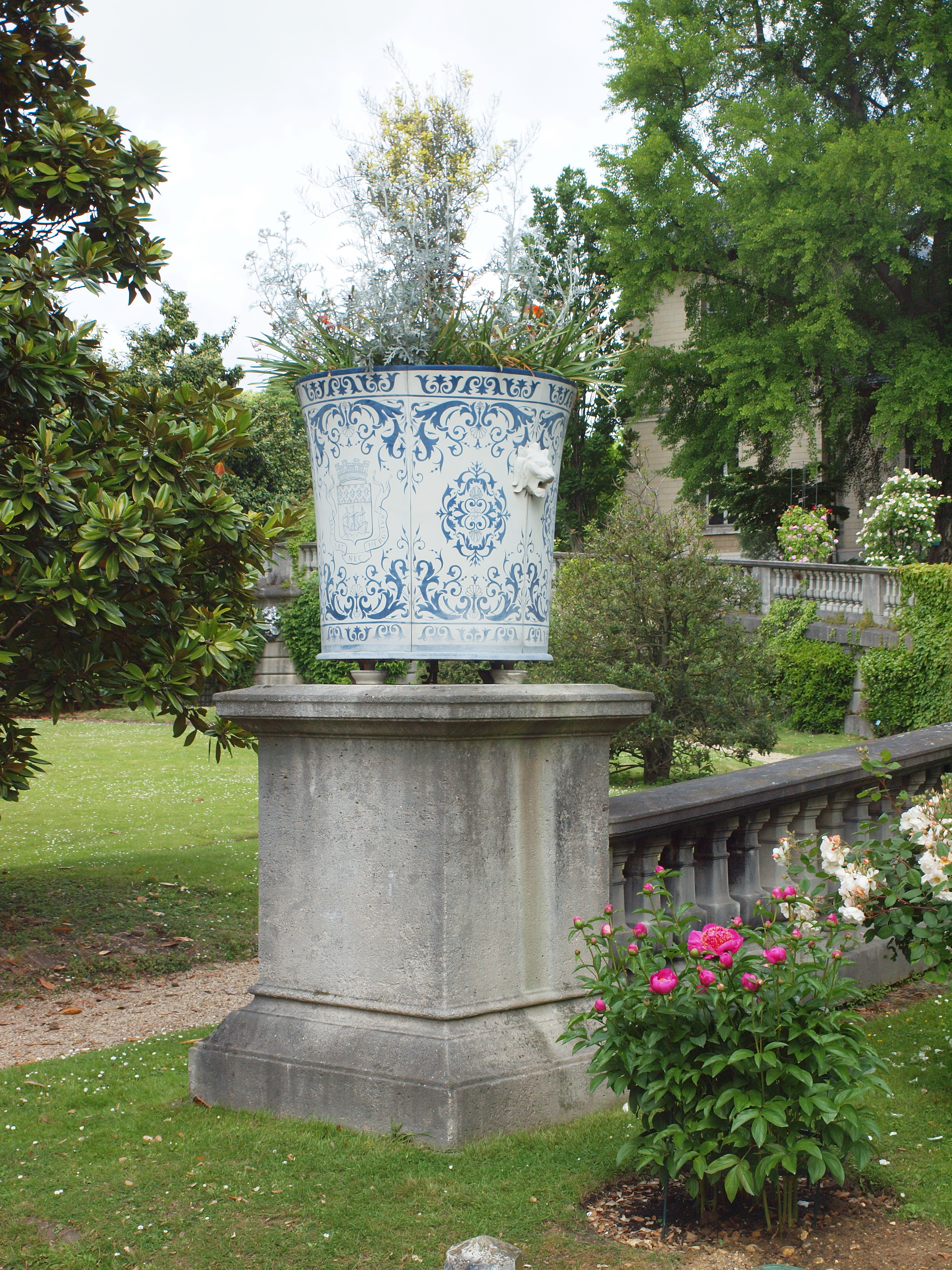
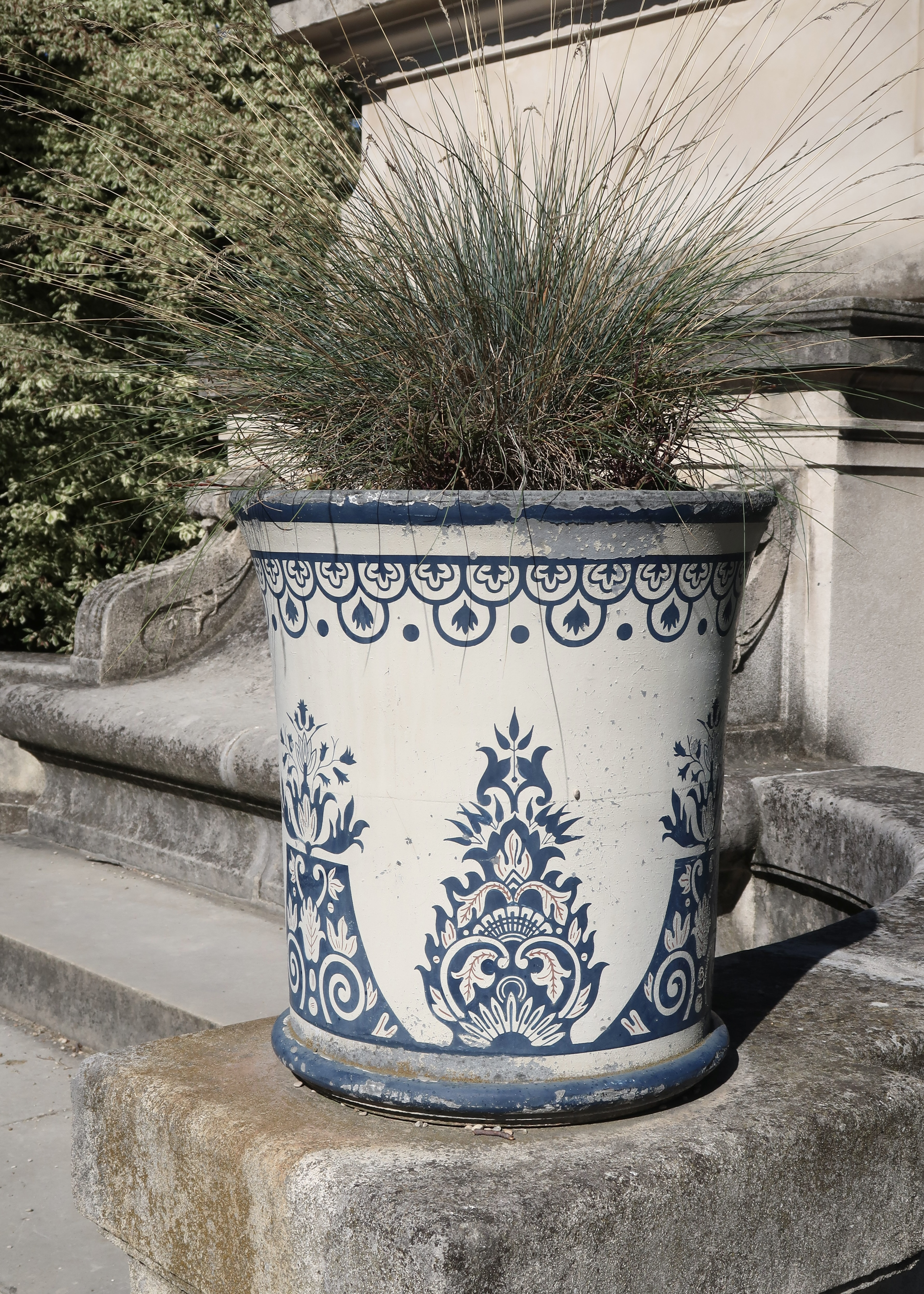

##### Jardin à la japonaise

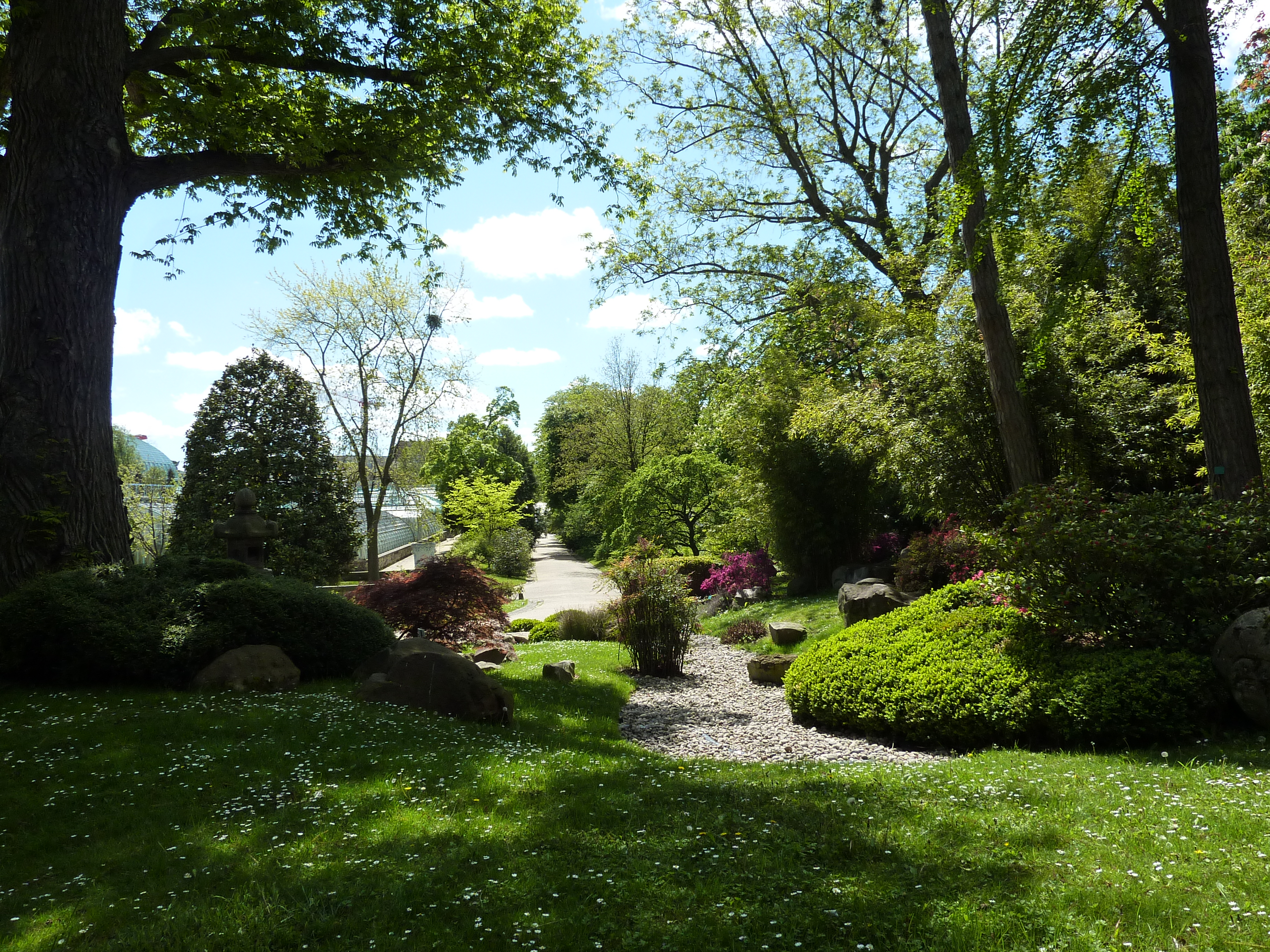
Vu dans sa longueur.
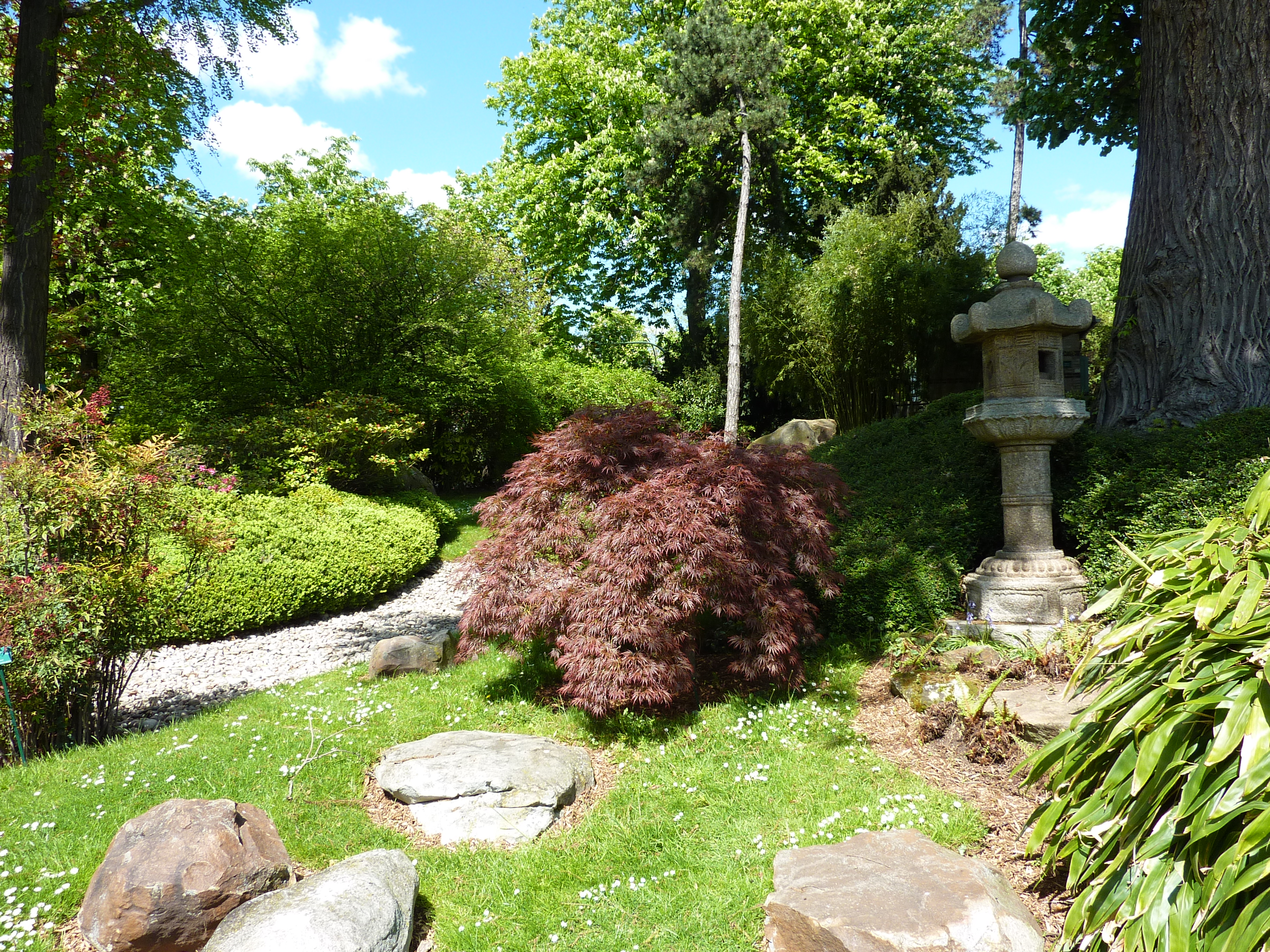
La lanterne de pierre.

##### Jardin contemporain

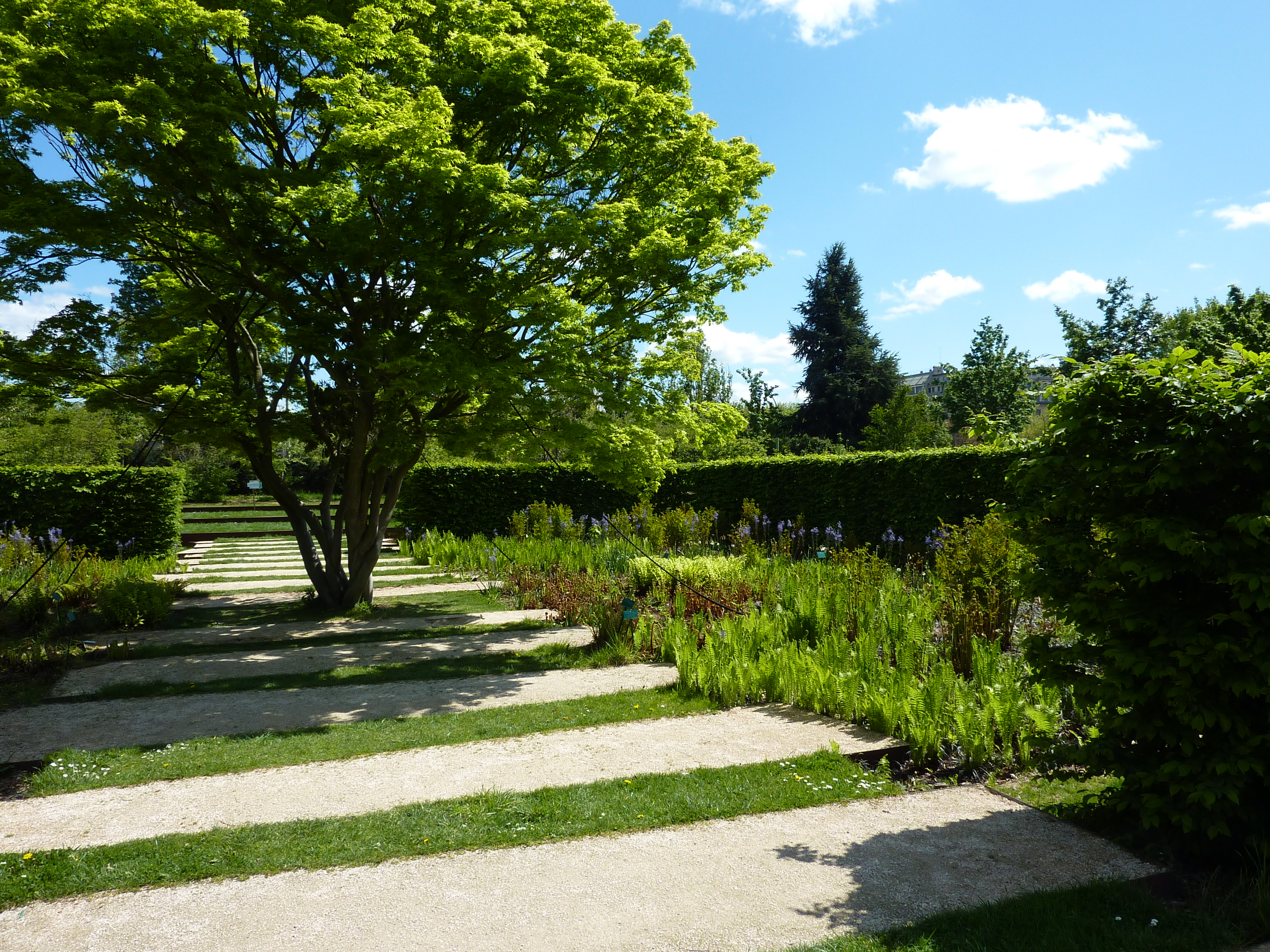
Vue d'ensemble.
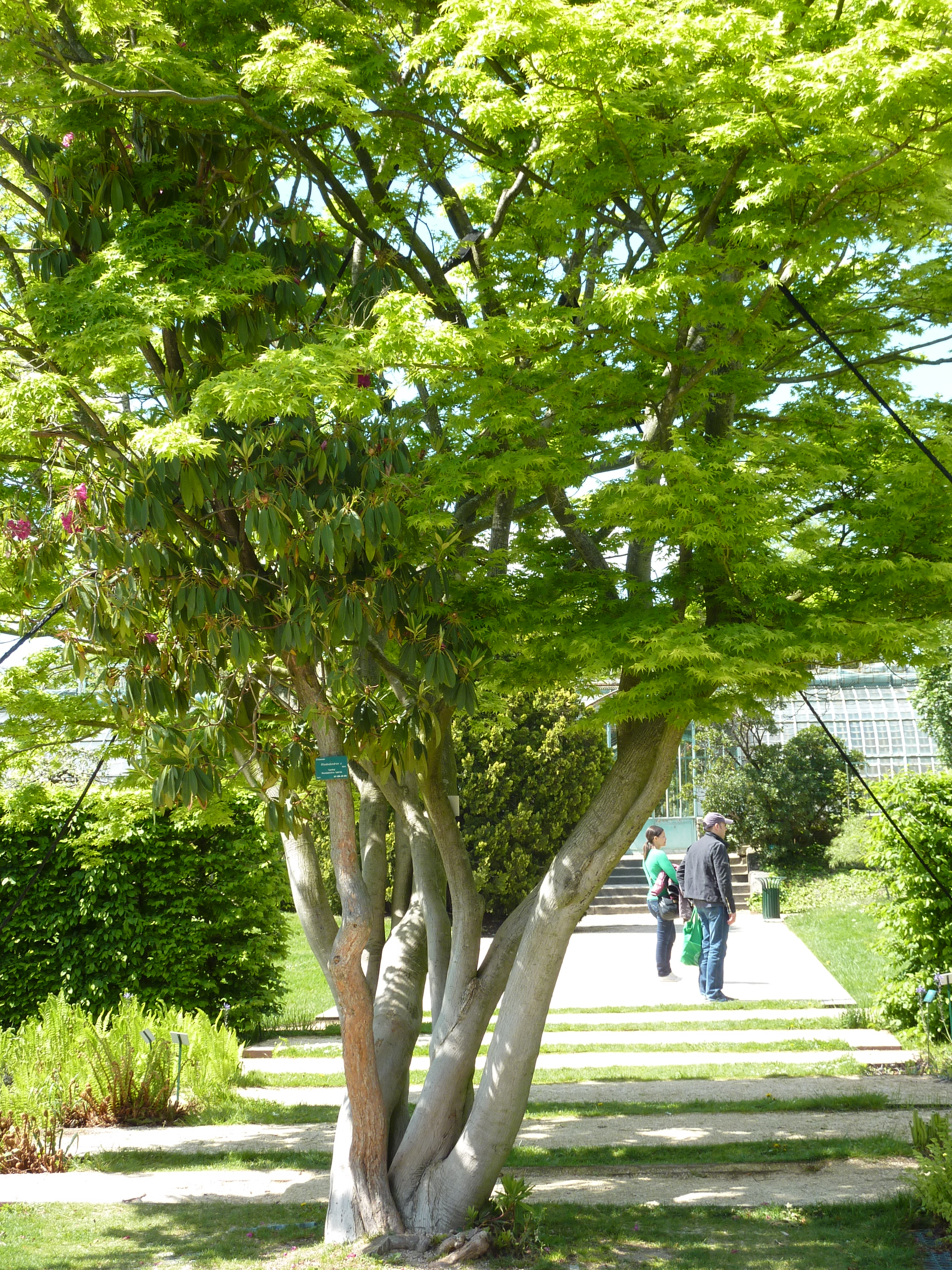
Deux arbres fusionnés en un seul.
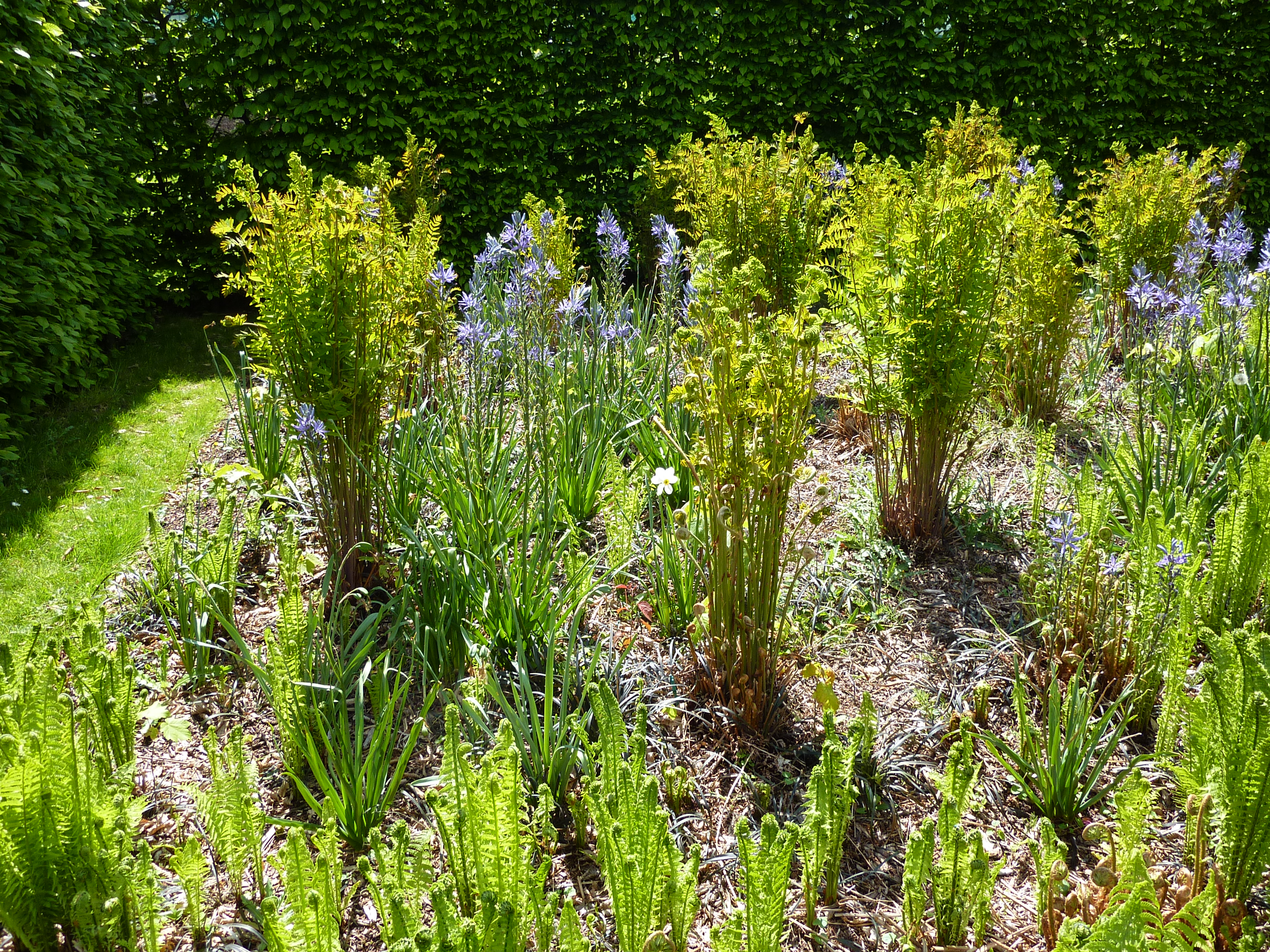
Fougères et floraison printanière.

##### Jardin méditerranéen

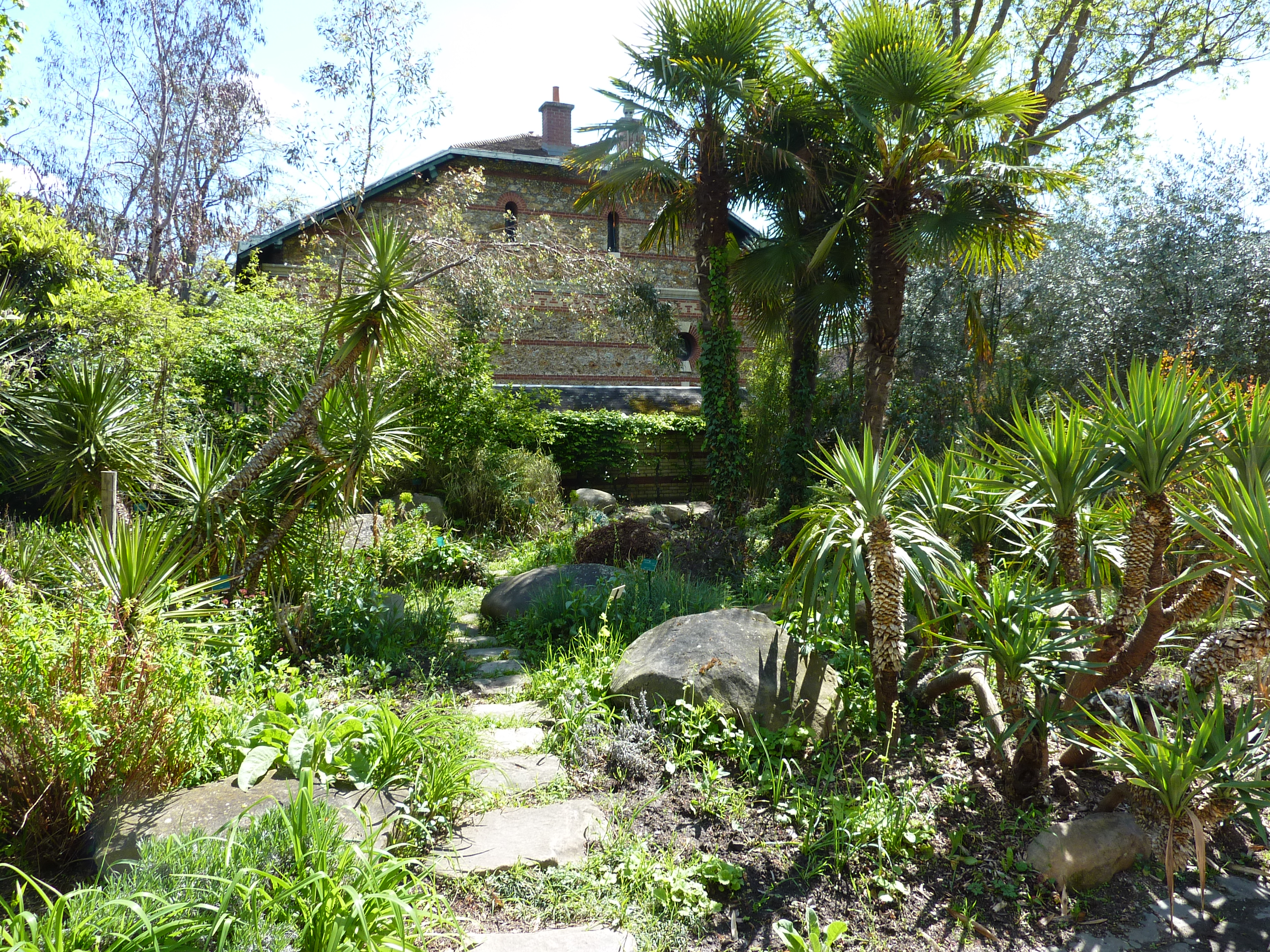
Le jardin méditerranéen.

## Événements ponctuels
Le jardin des serres d'Auteuil propose des expositions temporaires à thème botanique ainsi que d'autres événements artistiques comme le festival « Les Solistes aux serres d'Auteuil », transféré en 2012 au parc de Bagatelle en prévision de l'extension du stade Roland-Garros. 

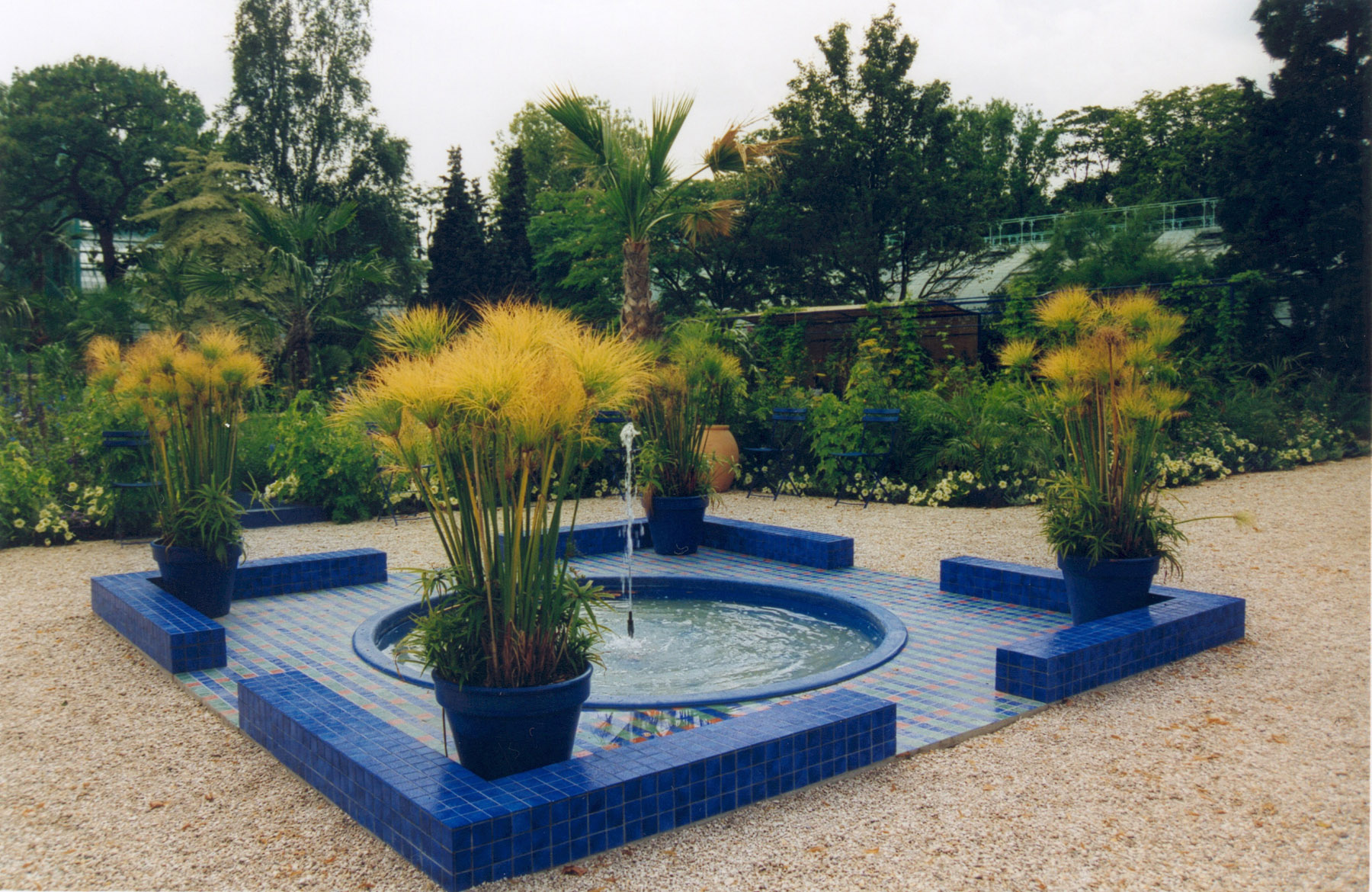
En 1999, exposition sur les palmiers.
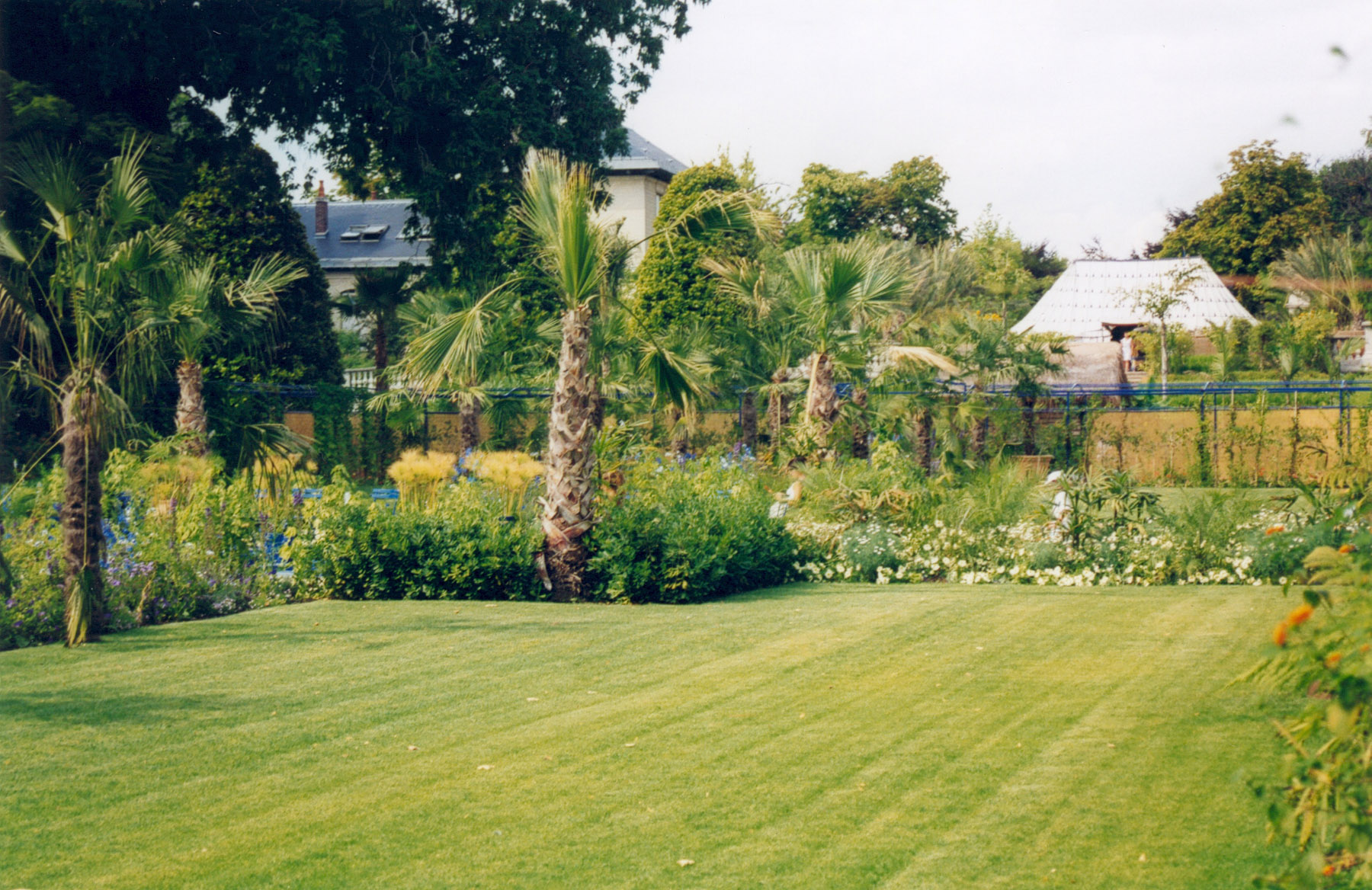
En 1999, exposition sur les palmiers.
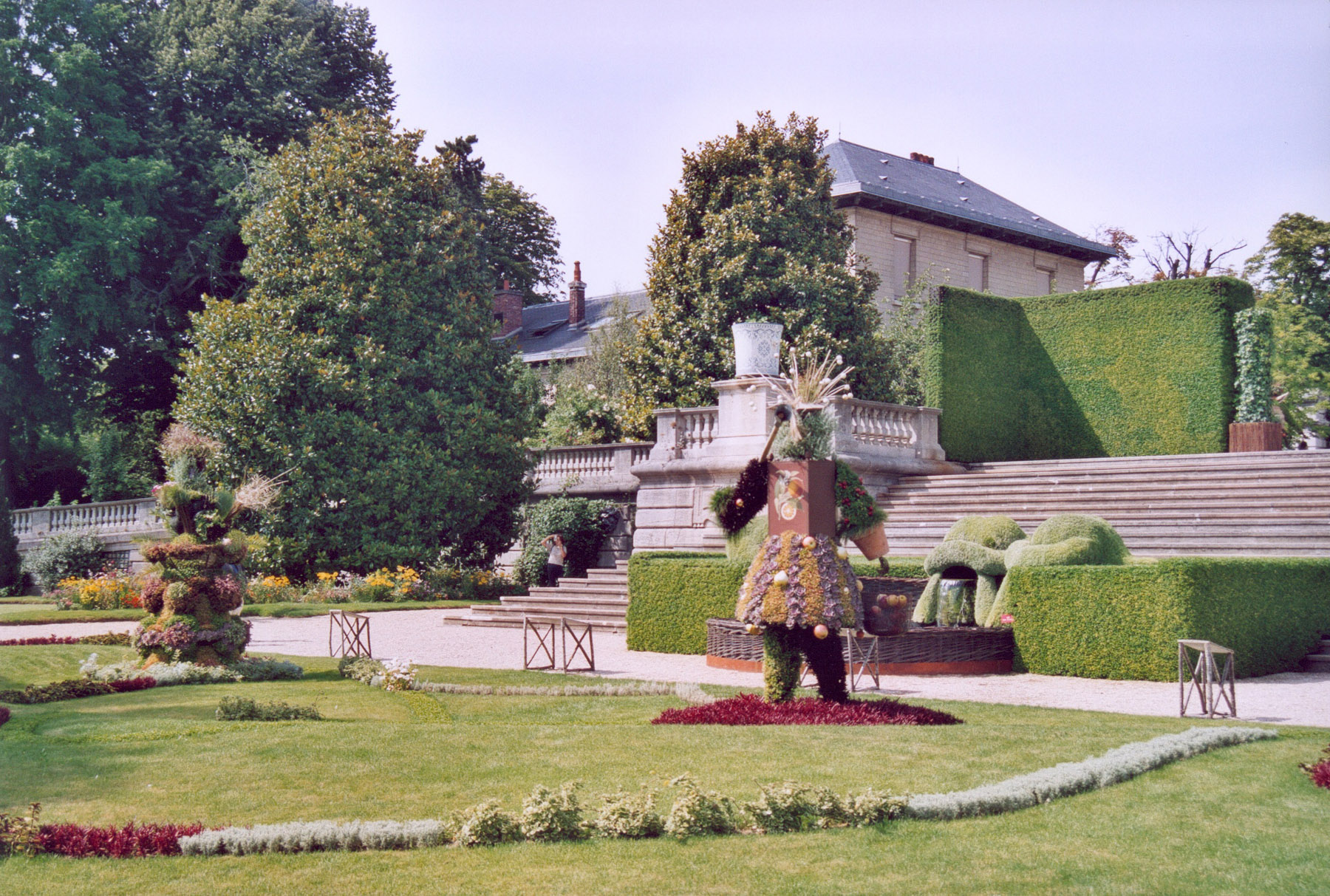
En 2005, le thème est l'art topiaire.
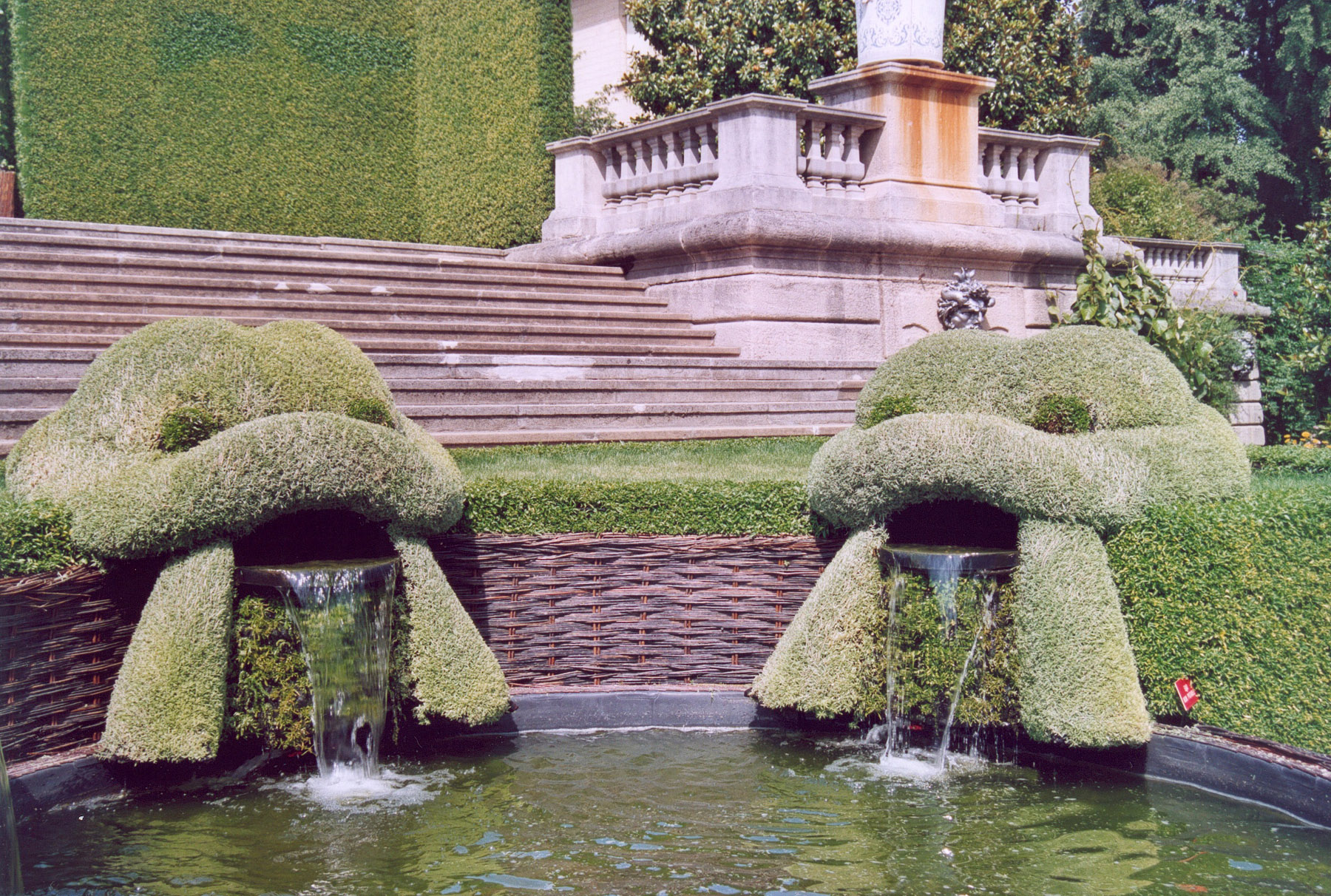
En 2005, art topiaire.

## Extension de Roland-Garros
Le 13 février 2011, la FFT décide que Roland-Garros doit rester porte d'Auteuil, avec une extension portant la superficie de 8,5 ha à 13 ha. Ce projet prévoit un ou deux courts couverts, dont l'actuel court Philippe-Chatrier. Cette décision rejette l'option d'un déménagement en banlieue à Marne-la-Vallée, Gonesse ou Versailles, qui offraient néanmoins des terrains allant de 20 ha à 35 ha.
Cette extension de Roland-Garros prévoit d'occuper à compter de 2016 une partie du jardin des serres d'Auteuil et la destruction d'une partie de celles-ci. La surface de ce parc avait été déjà amputée d'un tiers en 1968 par la construction de l'échangeur d'Auteuil et du boulevard périphérique. Ce projet déclenche une polémique opposant la FFT et la municipalité aux riverains, aux écologistes et aux associations de défense du patrimoine, qui cherchent d'autres possibilités et lancent une pétition pour préserver ce site classé ainsi que les serres chaudes qui abritent des collections botaniques rares et vulnérables. Les associations proposent un projet alternatif répondant au cahier des charges de la FFT avec la couverture de l'autoroute voisine, mais la FFT ne se montre pas intéressée.
Le 28 février 2013, le tribunal administratif de Paris annule la délibération du Conseil de Paris qui prévoyait l'extension du stade d'ici 2016. La décision se fonde sur le fait que, d'une part, le « sol » du site horticole de la Ville est classé « monument historique » et que, d'autre part, la délibération est jugée « illégale », le montant de la redevance de la FFT à la Ville étant « manifestement insuffisant au regard des avantages de toute nature consentis » par la mairie de Paris.
Le 20 février 2014, le tribunal administratif de Paris rend trois décisions favorables à la ville de Paris et à la FFT, rejetant les requêtes déposées par les associations de défense de l'environnement. Le 9 juin 2015, après arbitrage du Premier ministre Manuel Valls, Anne Hidalgo annonce que les permis de construire concernant l'agrandissement ont été signés par la ville de Paris, prévoyant la récupération d'un hectare sur le jardin des serres d'Auteuil.
Saisi en référé par les héritiers de l’architecte des serres, Jean-Camille Formigé, au nom du « droit d’auteur », le TGI de Paris ordonne fin décembre 2015 la suspension des travaux pendant trois mois. Le 9 mars 2016, le rapporteur public du tribunal administratif se prononce pour « le prolongement de l’arrêt du chantier, prononcé en décembre après l’action de la famille de Jean-Camille Formigé ». La FFT fait appel de la décision de référé devant le Conseil d'État.
Le 4 octobre 2016, après arrêt du Conseil d'État, la suspension du permis de construire, décidée en référé par le tribunal administratif, est annulée. Les travaux d’extension de Roland-Garros reprennent alors, avec l'arrachage de plusieurs arbres du jardin protégé et le début des destructions sur les serres chaudes. La FFT souhaite une fin rapide des travaux, mais une nouvelle demande d'interruption des travaux en attendant le jugement sur le fond est déposée par la famille de Formigé et acceptée par le TGI le 6 octobre, jusqu'au 25 du même mois.
Le 2 février 2017, la justice se prononce sur le fond du dossier : le tribunal administratif de Paris rejette les recours des associations, écartant la cinquantaine de moyens d'illégalité soulevés, et validant ainsi le permis de construire tout en permettant la reprise des travaux dont la fin est prévue en 2020.